# Королевский дворец в Казерте
Королевский дворец в Казе́рте (итал. La Reggia di Caserta) — грандиозный загородный дворец неаполитанских Бурбонов, правителей «Королевства Обеих Сицилий» (Reggia di Borbone delle Due Sicilie), в городе Казерта, в 22 км к северу от Неаполя, область Кампания.
Вместе с акведуком Каролино и бельведером Сан-Леучо в 1997 году Королевский дворец был включён в Список всемирного наследия ЮНЕСКО. Это один из государственных музеев, которому в 2016 году Министерство культуры Италии предоставило особую автономию.

## История
В 1751 году Карл III Бурбон, король Испании (он же Карл VII, король Неаполя и Сицилии) приобрёл земли в Казерте у семьи Каэтани из Сермонеты, включая виллу, с идеей основать новый центр королевства в месте, считавшемся безопасным: вдали от извержений Везувия и нападений морских пиратов. Закладка первого камня, положившая начало строительным работам, состоялась в тридцать шестой день рождения короля, 20 января 1752 года в присутствии папского нунция. Проект разработал придворный архитектор Луиджи Ванвителли, строительство продолжали его сын Карло и другие архитекторы. Дворец был завершен в 1845 году.
Необходимость загородного дворца король объяснял не только соображениями престижа, но и тем, что основная королевская резиденция в Неаполе плохо защищена от возможных нападений со стороны моря. Судя по количеству комнат (1200) и площади (61 тыс. м²) Казертский дворец — одно из самых больших зданий, возведённых в Европе в XVIII веке, и 18-е по площади в мире.
Над проектом архитектор Ванвителли работал до самой смерти. Помимо зданий дворца и придворного театра, он распланировал огромный парк с водоёмами, фонтанами и скульптурами, заботясь о наиболее эффектных видах на дворец, а для водоснабжения спроектировал «Акведук Ванвителли», считавшийся чудом инженерного искусства. Он также много трудился над украшением города Неаполя, а на озере Фузаро выстроил для короля миниатюрный Павильон.
С провозглашением Неаполитанской республики в 1799 году дворец, как и другие владения Короны, был экспроприирован. Мебель была разграблена, но затем возвращена после Реставрации королевской власти. Во дворце 22 мая 1859 года умер Фердинанд II. В следующем году, 21 октября 1860 года, из этого же дворца Джузеппе Гарибальди призвал короля Савойи Виктора Эммануила II к управлению Италией.
В 1919 году весь комплекс зданий перешёл в государственную собственность. С 1923 по 1943 год во дворце распролагалась Академия ВВС Италии. Во время Второй мировой войны дворец серьёзно пострадал; в октябре 1943 года он стал штабом союзников, а 27 апреля 1945 года войска нацистской Германии и фашисткой Италии подписали в здании дворца безоговорочную капитуляцию перед англо-американскими войсками.
Во дворце проходили съёмки ряда итальянских и голливудских фильмов, в частности, двух приквелов «Звёздных войн», блокбастеров «Миссия невыполнима», «Код да Винчи», «Ангелы и демоны» и пр.

## Архитектурная композиция и стиль дворца

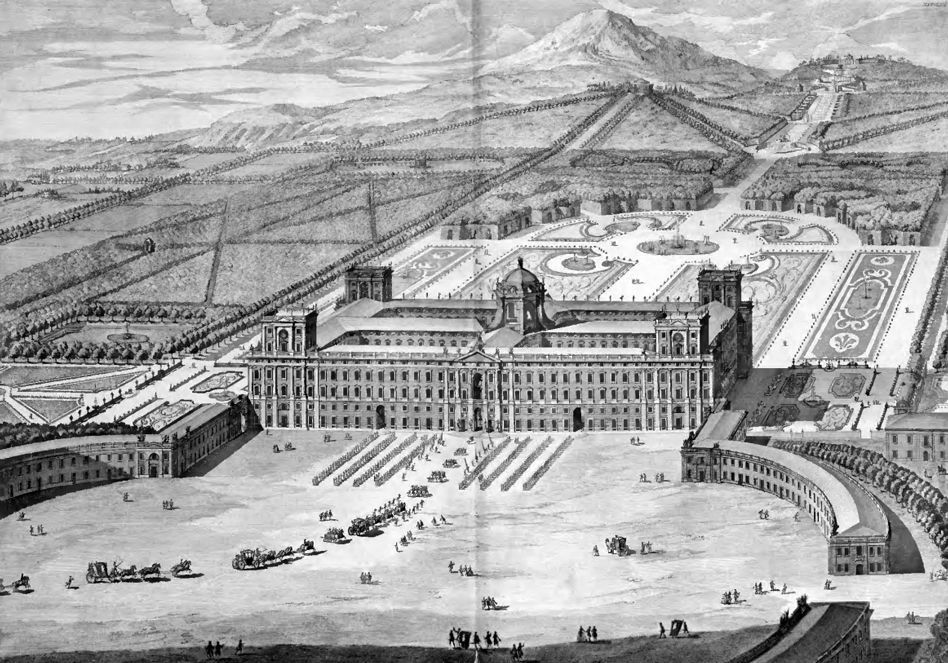
Перспектива дворца по проекту Ванвителли. Гравюра 1756 г.

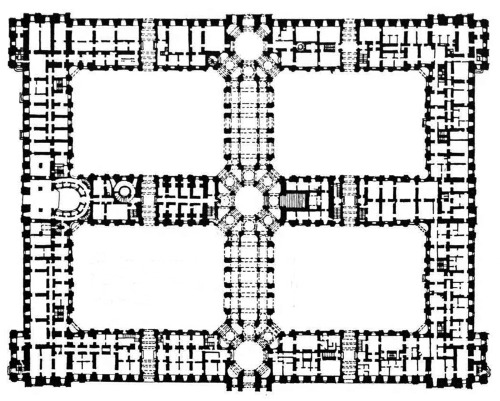
План дворца

Возведение дворца продолжалось с 1752 по 1780 год, при этом был полностью изменён окружающий ландшафт, а город Казерта перемещён на 10 километров. На строительстве трудилось более двух тысяч рабочих. Однако не все планы Ванвителли были воплощены. Не был осуществлён и его проект 20-километровой подъездной аллеи. Вокруг дворца разбит самый обширный из регулярных парков Италии с вкраплениями элементов пейзажного парка; среди его достопримечательностей — многочисленные фонтаны, колоссальный «Акведук Ванвителли» и шёлкопрядильная мануфактура с домиками для рабочих, замаскированными под садовые павильоны. Сложность работы в Казерте состояла в том, что за время строительства стиль барокко стал выходить из моды и Ванвителли пришлось приспосабливаться к эстетике неоклассицизма. Тем не менее Казертский дворец с окрестными постройками считается его творческой удачей.
По мнению историков архитектуры, учитывая новые тенденции, Луиджи Ванвителли взял за образец не столько Версальский дворец (сохранив сходство и с Версалем), сколько королевский дворец в Мадриде, где провёл детские годы король Карл VII (проект итальянского архитектора Филиппо Юварры, строительство Джованни Баттиста Саккетти, 1735—1764).
Как и дворец в Мадриде, Королевский дворец сильно вытянут по горизонтали: он имеет площадь 47 000 квадратных метров, его длина 247 метров, ширина 190 и высота 41 м. Горизонтальные членения выявляют три этажа; второй и третий этаж охвачены большим ордером. Симметрию композиции подчёркивают центральный и два слегка раскрепованных боковых ризалита. Такая архитектурная композиция является общей для всех наиболее репрезентативных королевских и императорских дворцов Европы: дворца в Версале, Королевских дворцов в Мадриде и Казерте, императорского Зимнего дворца в Санкт-Петербурге.
В плане дворец имеет прямоугольную форму с четырьмя внутренними двориками с закругленными углами, каждый длиной 74 метра и шириной 52 м. Внутри 1 200 комнат, 34 лестницы, 1 742 окна. В центре фасада находится главный вход в виде вытянутой по вертикали арки, по сторонам которой должны были разместиться четыре аллегорические статуи, изображающие Великолепие, Справедливость, Милосердие и Мир, а также статуя короля Карла III (эта часть проекта не была осуществлена).
Первоначальный проект также включал четыре башни по углам здания, что сделало бы дворец в Казерте похожим на монастырь Эскориал. Но они не были сделаны. В подтверждение этого историк Дж. М. Галанти писал: «Ванвителли хотел бы другой идеи, но, согласно составленному чертежу, здание должно было быть завершено с четырёх сторон четырьмя башнями, которые должны были окружать два других этажа, а верхний вестибюль лестницы должен был заканчиваться большим куполом».
Пройдя через центральную входную дверь, вы попадаете во внутреннюю галерею, с которой открывается перспективный вид на парк с фонтанами вплоть до искусственного водопада горы Бриано; галерея имеет три входа: центральный использовался для карет, а два боковых — для пешеходов.
В центре галереи находится нижний вестибюль: он имеет восьмиугольный план и позволяет видеть все четыре двора; из одного из дворов, с западной стороны, имеется вход в придворный театр, единственную часть дворца, полностью завершённую Ванвителли, даже в украшениях. В нише с левой стороны вестибюля находится мраморная статуя, изображающая отдыхающего Геракла, высотой три метра, первоначально приписываемая Андреа Виолани, но позже установлено, что она происходит из Терм Каракаллы и доставлена в Неаполь вместе с остальной коллекцией Фарнезе в 1766 году. Другими статуями, украшающими вестибюль, являются Венера и Германик работы Андреа Виолани, Аполлон и Антиной работы Пьетро Солари.
Архитектурный стиль дворца в Казерте вызвал в истории искусства противоречивые оценки. Эклектичность его творений и многогранность творческих усилий делают Ванвителли архитектором, которого трудно вписать в узкие горизонты определённого художественного течения; творчество Ванвителли предстаёт не лишённым противоречий, типичных для переходного периода между барокко и неоклассицизмом. С одной стороны, художественный язык Ванвителли объединяет многогранное наследие позднего барокко, а с другой — продвигает новые архитектурные решения, предлагаемые неоклассицизмом. Так, итальянский историк искусства Коррадо Мальтезе категорично определяет работы Ванвителли как барочные: «Неоклассический характер, на который мы бы желали уповать, явно отрицается живописными и сценографическими эффектами арок, сводов, лестниц, колонн, пилястр, рам и бесчисленных ниш, и, наконец, подготовительными эскизами, направленными на создание живописных эффектов света и тени, движения и глубины масс и плоскостей… Замкнутый план Казерты никак не касается и тем более не возвещает неоклассический мир: он баррикадируется в его тяжёлых стенах, удаляясь от сценографии игры воды, отражающейся от холмов».
Жермен Базен заметил, что прообразом капеллы Королевского дворца в Казерте послужила Королевская капелла в Версале, но Ванвителли, повторяя её композицию, значительно усилил декоративность интерьера за счёт цветного мрамора. По поводу знаменитой Парадной лестницы дворца (Scalone d’onore), шедевра архитектора Ванвителли, французский историк искусства отмечал, что «придерживаясь традиционных для итальянской архитектуры принципов построения пространства, Ванвителли вместе с тем внёс одно оригинальное решение, благодаря которому посетитель сразу же оказывался в центре дворцового ансамбля… За дворцом, также в подражание Версалю, открывается грандиозная перспектива парка, что было новшеством для Италии, где сады по-прежнему располагались террасами. Оставаясь барочной по духу и грандиозности масштаба, Казерта вместе с тем обнаруживает черты неоклассицизма: в экономном использовании изогнутых поверхностей и в применении — на внешних фасадах — расположенных ярусами огромных колонн совершенных пропорций; подобный принцип оформления фасада впоследствии станет типичным для архитектуры всей Европы».

## Лестница Ванвителли
С правой стороны вестибюля находится «двусветная» (охватывающая два этажа) Парадная лестница (Scalone d’onore) из белого каррарского мрамора, ведущая внутрь здания, в верхний вестибюль, стены которого облицованы разноцветным мрамором. Эта лестница является шедевром архитектора Ванвителли, она стала классическим образцом внутренних многомаршевых лестниц эпохи барокко, символизирующих движение из тьмы (полумрака первого этажа) к свету, льющегося из окон верхней площадки лестницы. В отличие от замкнутых пространств внутренних лестниц Средневековья и эпохи Возрождения лестницы маньеризма и барокко раскрываются в нескольких направлениях, иногда занимая почти всё свободное пространство вестибюля. Таковы лестницы Библиотеки Сан-Лоренцо во Флоренции (проект Микеланджело, 1524) и лестницы генуэзских дворцов Галеаццо Алесси и Бартоломео Бьянко.
Центральный пандус Королевской лестницы фланкирован двумя скульптурами львов, обращённых к входящим и как бы стерегущих вход (скульптуры работы Паоло Персико и Томмазо Солари), они символизируют «силу оружия и разума». Если в целом композицию дворца в Казерте считают одним из прототипов Мраморного дворца в Санкт-Петербурге работы Антонио Ринальди, ученика Ванвителли, то Королевскую лестницу в Казерте полагают одним из прототипов Иорданской лестницы Зимнего дворца российской столицы.

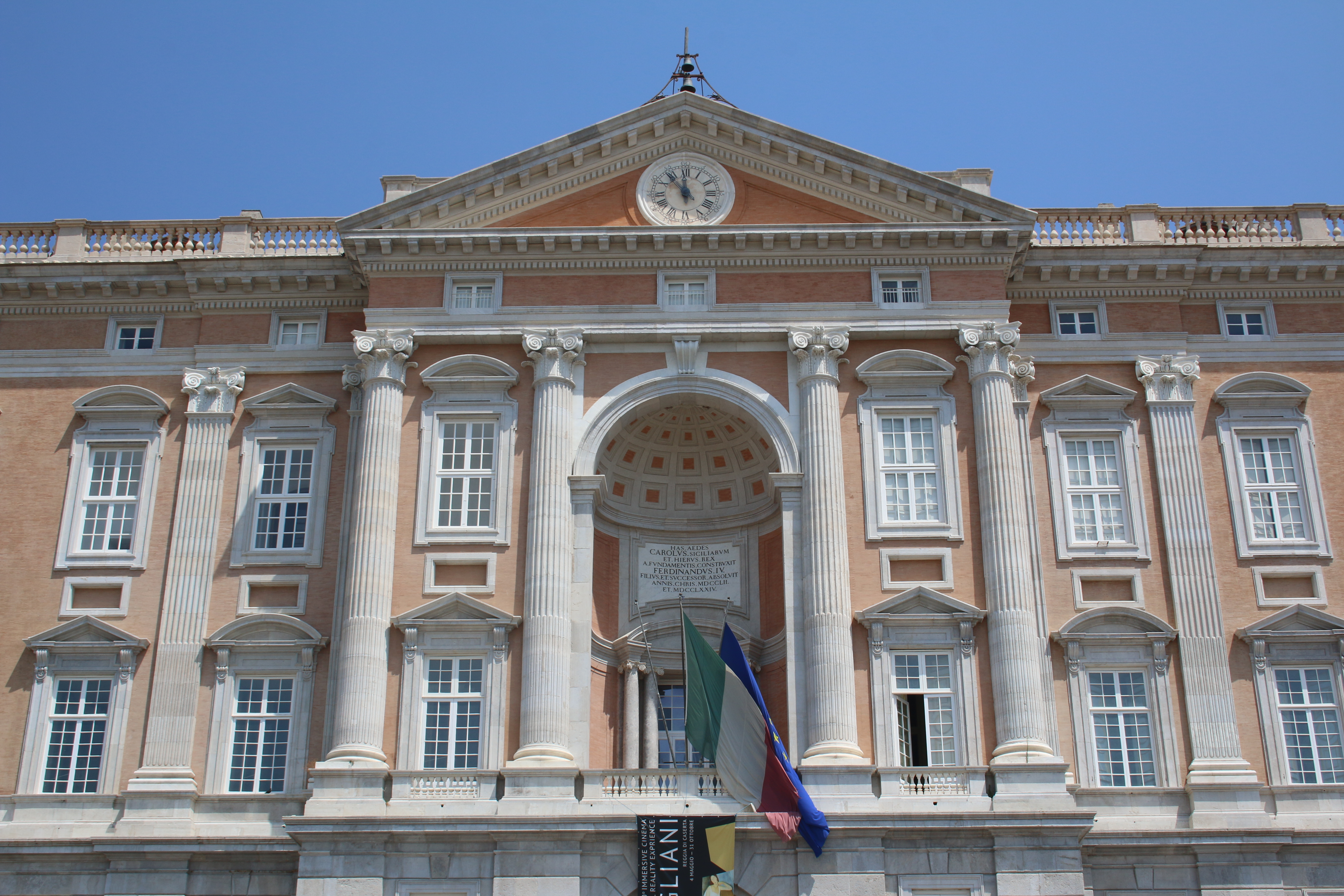
Центральный портик фасада
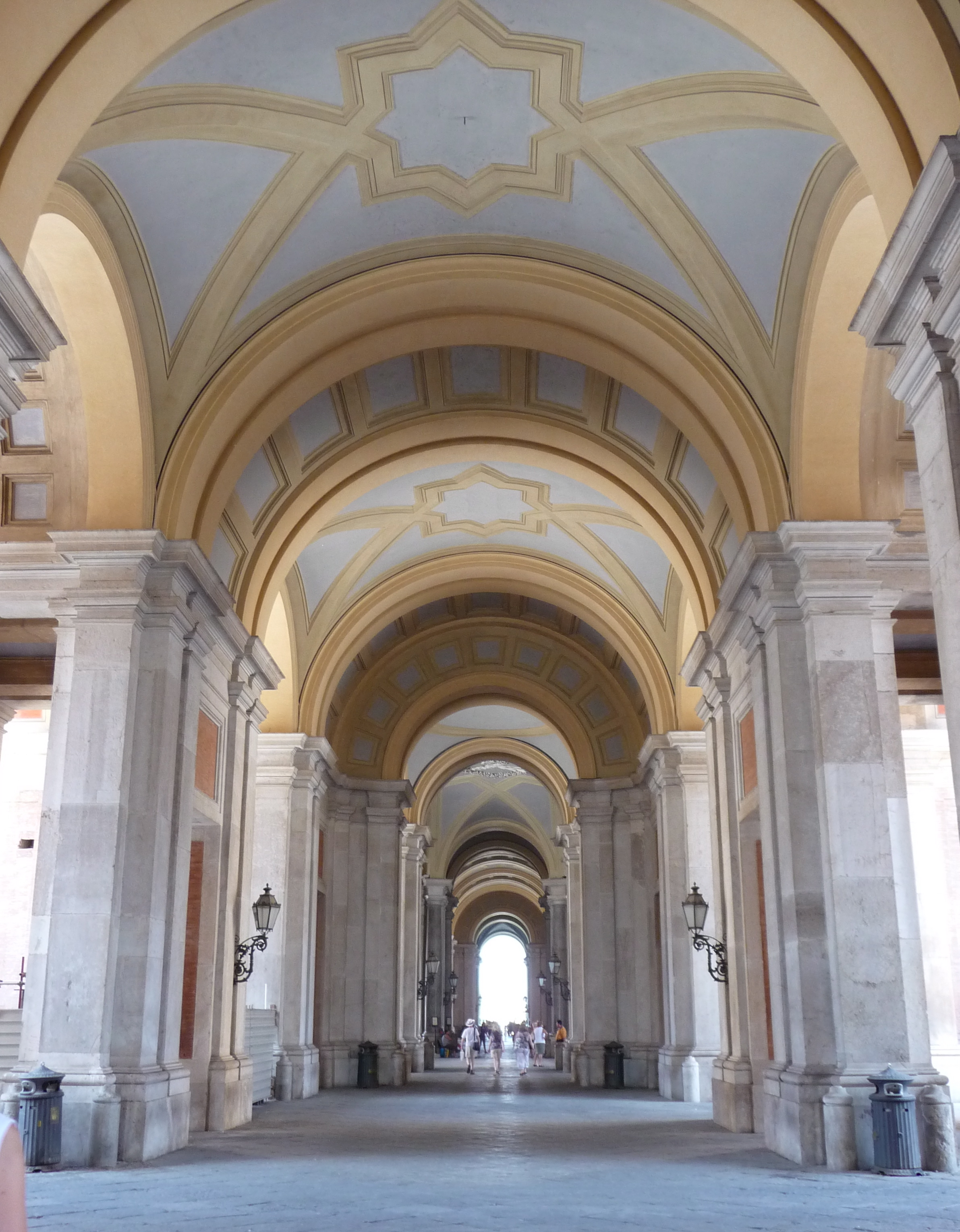
Внутренняя галерея
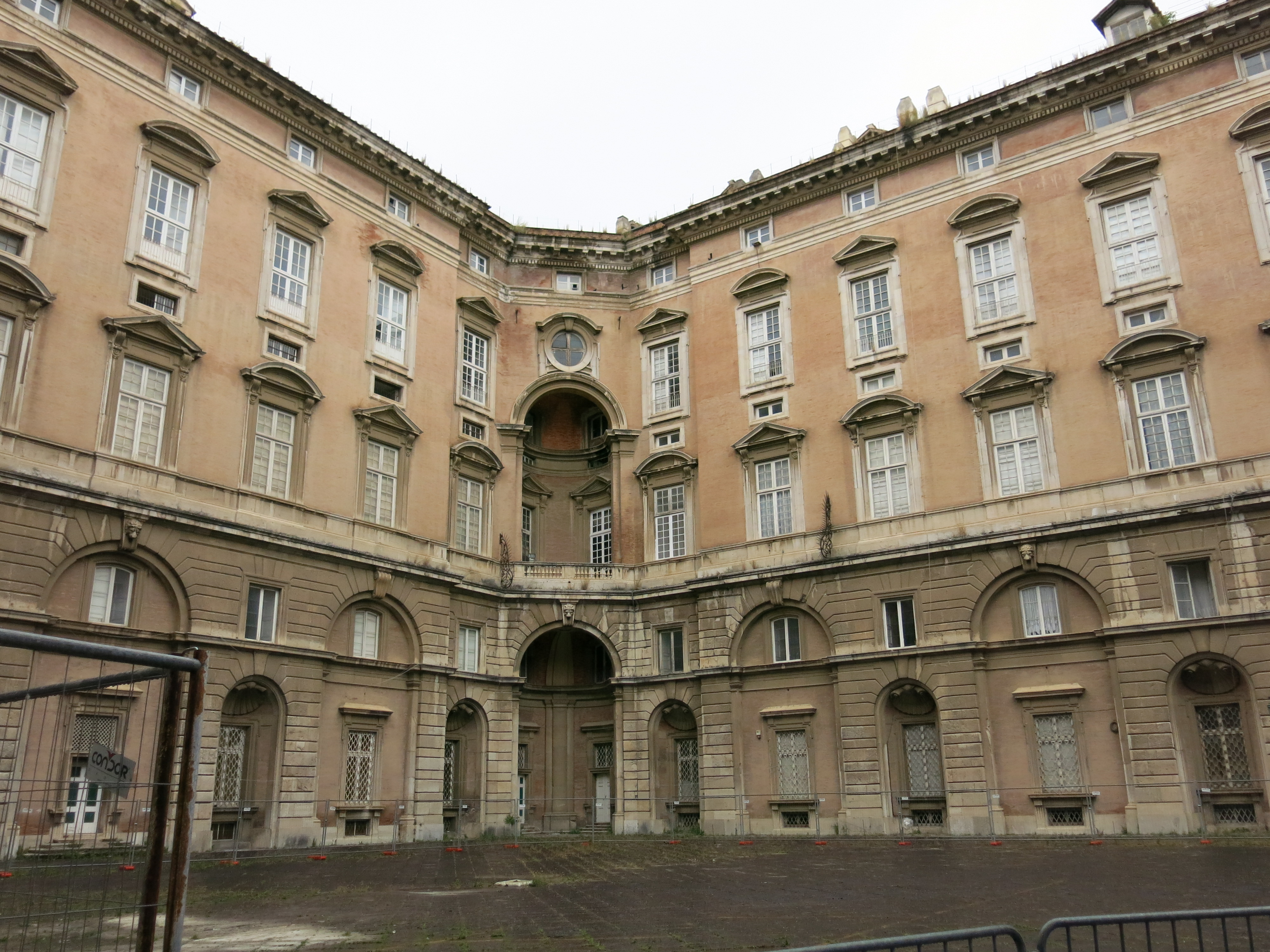
Двор
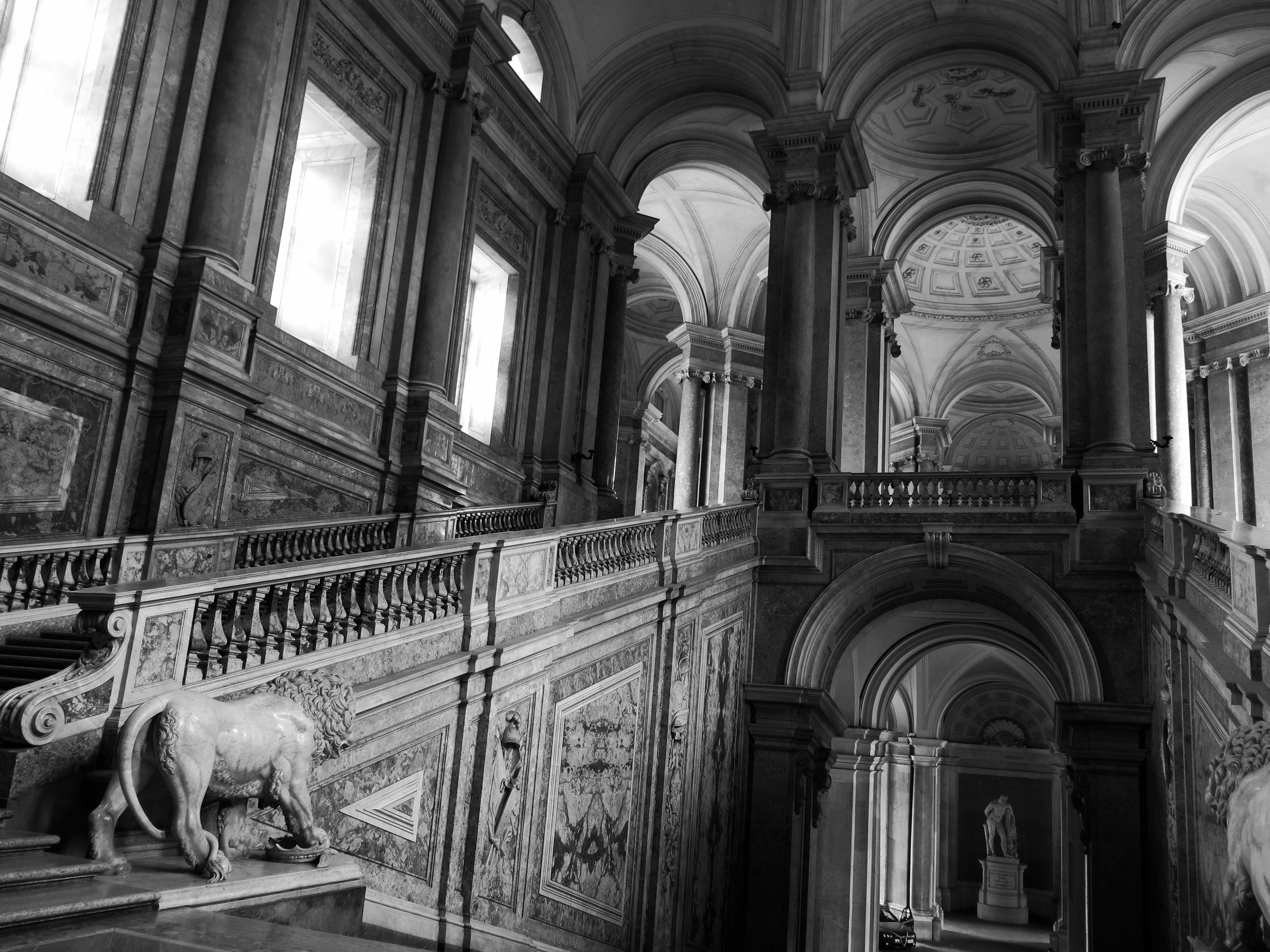
Королевская лестница
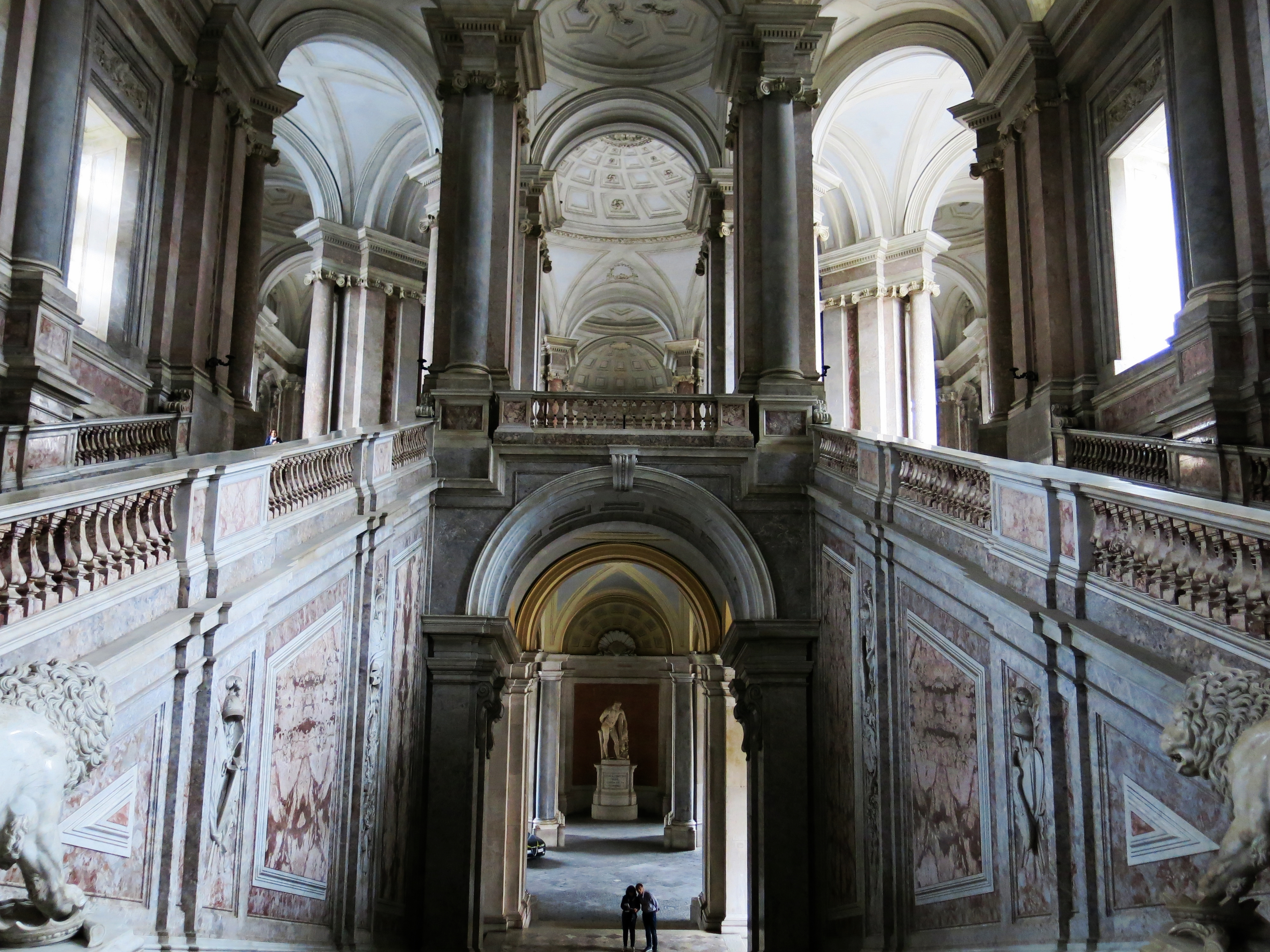
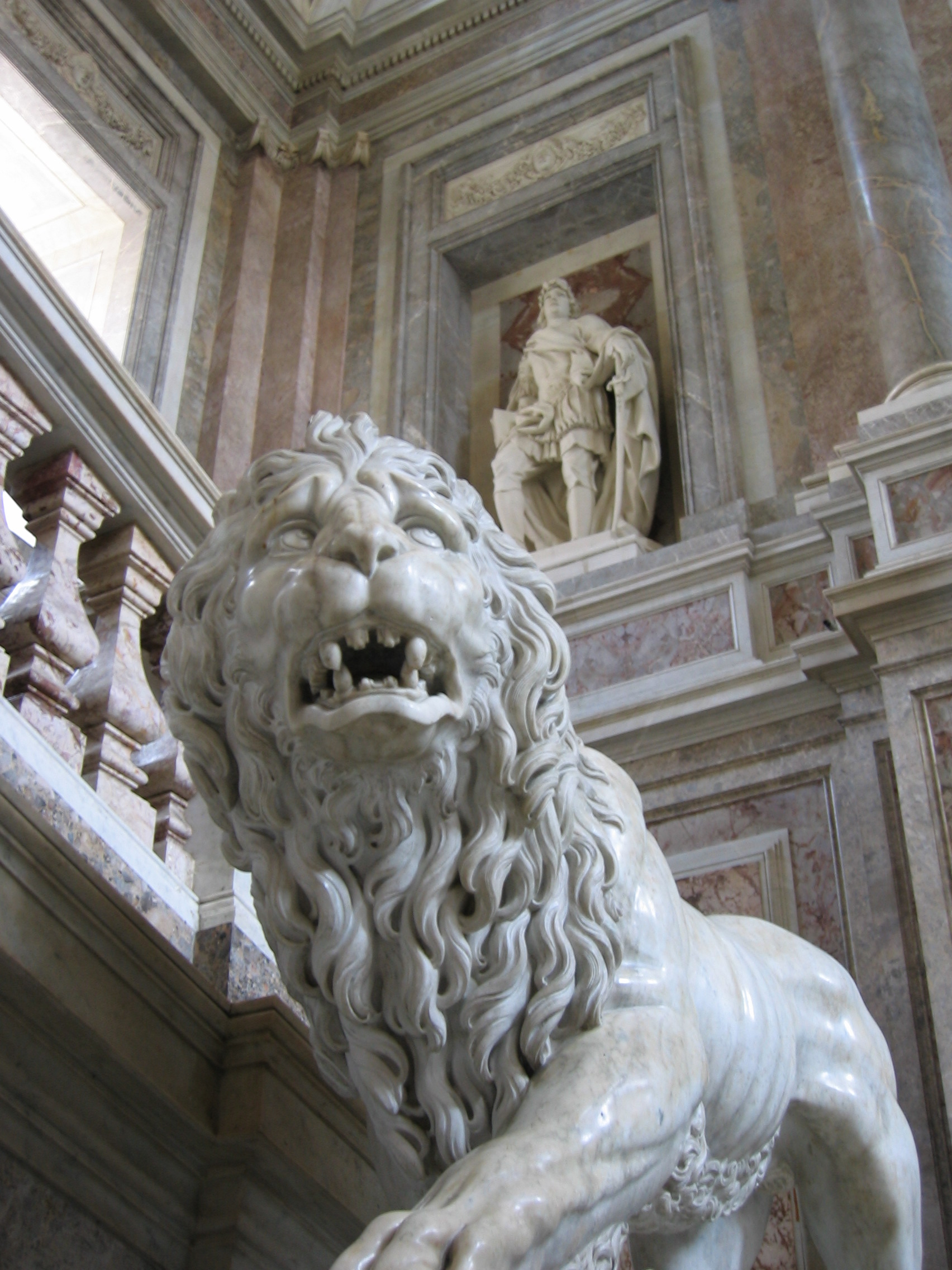
Лев Королевской лестницы
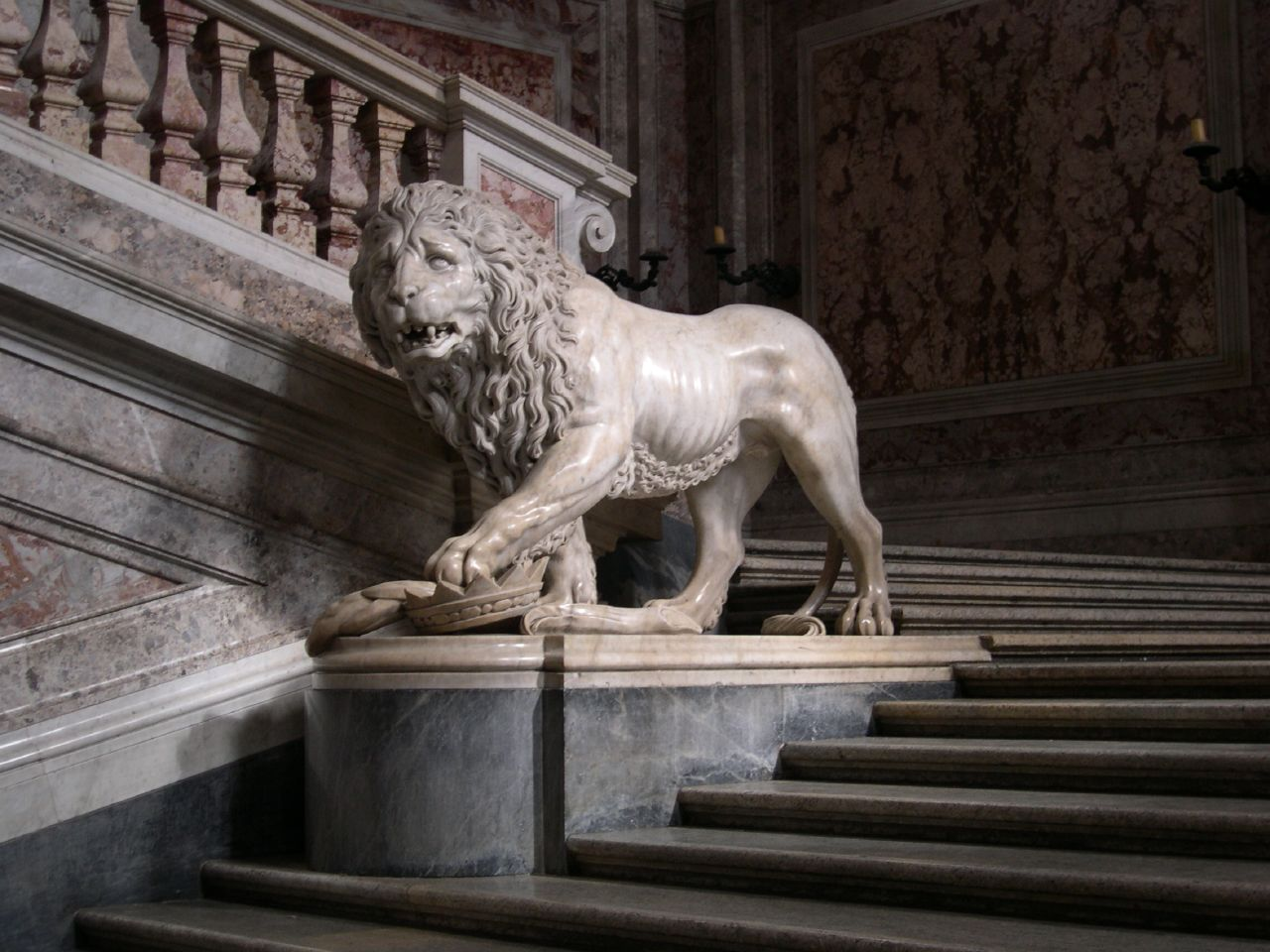
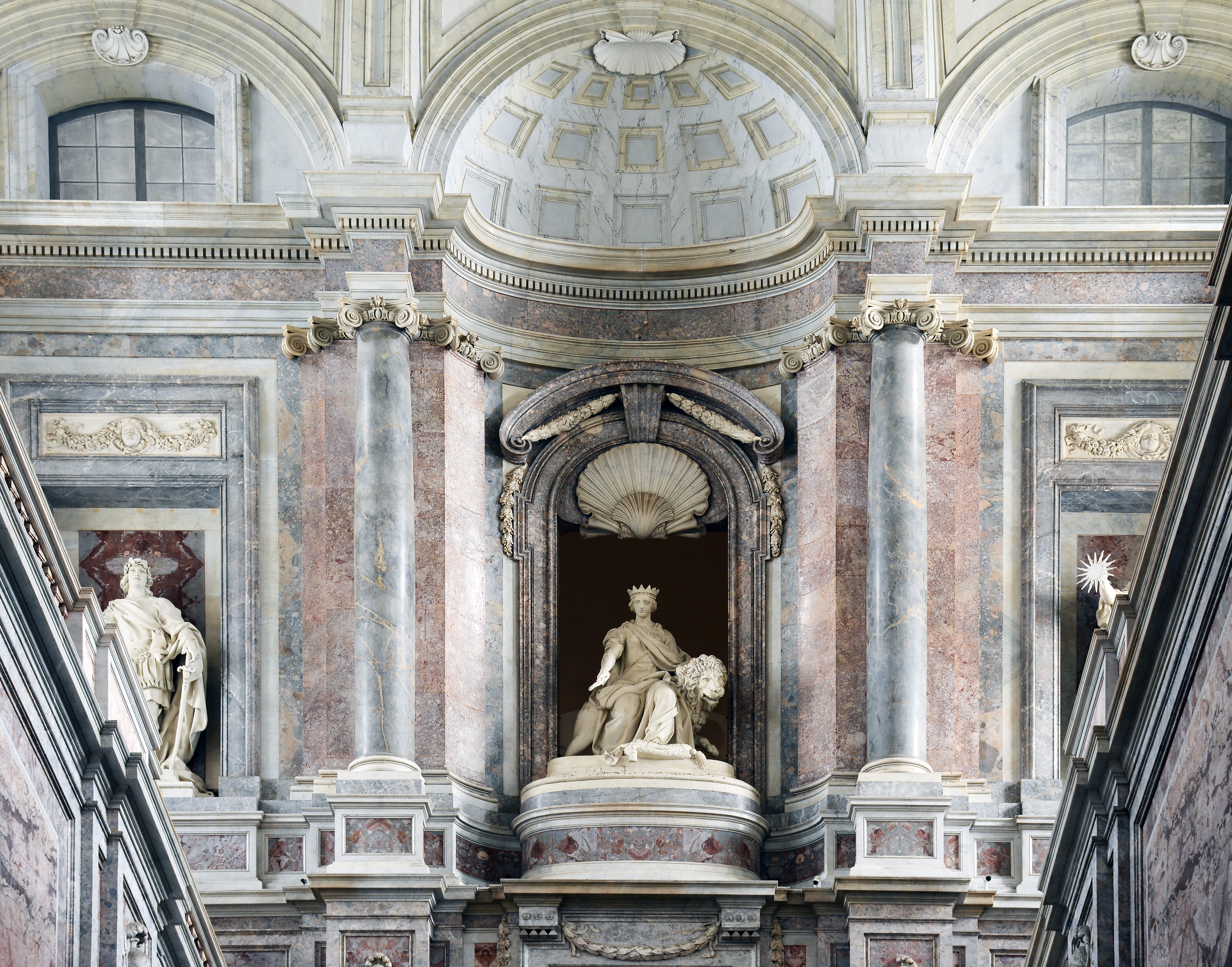
Верхняя площадка лестницы. Статуя Славы

## Интерьеры
Комнаты королевских апартаментов расположены на первом этаже, они оформлены между XVIII и XIX веками, соответственно в стиле рококо и в стиле ампир. Зал Алабардиери (La sala degli Alabardieri), помещение для охраны, вооружённой алебардами, был спроектирован Луиджи Ванвителли и завершён его сыном Карло: свод украшен фресками с изображением герба Дома Бурбонов. Среди парадных интерьеров второго этажа дворца выделяются Палатинская (Дворцовая) капелла (Cappella Palatina).
Александровский зал (La sala di Alessandro) расположен ровно в центре передней части дворца. Он сохраняет первоначальные украшения Карло Ванвителли, хотя и был перестроен в эпоху французского завоевания, когда использовался в качестве тронного зала: трон маршала Мюрата, короля Неаполитанского королевства в 1808—1815 годах, был изготовлен знаменитым мебельщиком Жоржем Жакобом в характерном стиле французской Империи. Барельефы, изображающие подвиги Мюрата, после реставрации Бурбонов были позднее удалены и заменены картинами на темы из итальянской и античной истории.
«Зал Марса» (антикамера первого этажа), предназначенный для баронов королевства, главных офицеров и иностранных интендантов, как место встречи титулованной знати, также был перестроен в начале XIX века дабы демонстрировать достоинства французов, сумевших завоевать Неаполь.
«Зал Астреи», называемый также Приёмной послов, государственных секретарей и других привилегированных лиц, обязан своим основным названием расположенной в своде фреске, изображающей «Триумф Астреи» (Астрея — древнегреческая богиня справедливости) работы Жака Бержера (1815). Художник, изображающий Справедливость, был вдохновлен красотой королевы Неаполя Каролины Бонапарт, жены маршала Мюрата. Комнату заказал сам Мюрат, а строительные работы были выполнены Антонио Де Симоне.
Тронный зал имеет длину тридцать пять метров и ширину тринадцать и освещается шестью окнами. Его отделка завершена в 1845 году по случаю «Седьмой встречи итальянских учёных»: работа началась в 1811 году под руководством Пьетро Бьянки, а заканчивалась Гаэтано Дженовезе. Множество других помещений раскрывают историю художественных стилей XVIII—XIX веков в оформлении интерьеров, мебели и иных предметов обстановки.

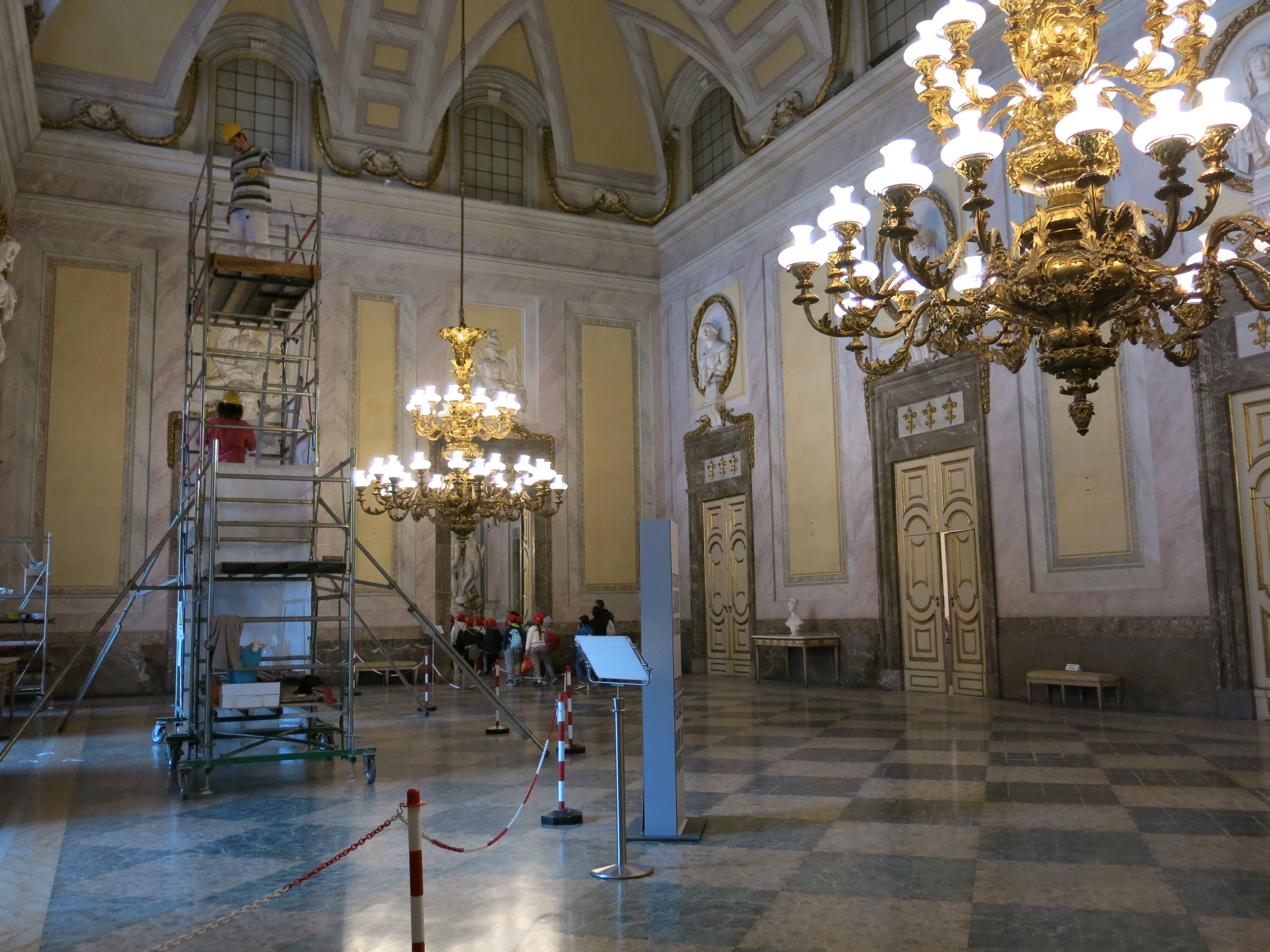
Зал Алабардиери
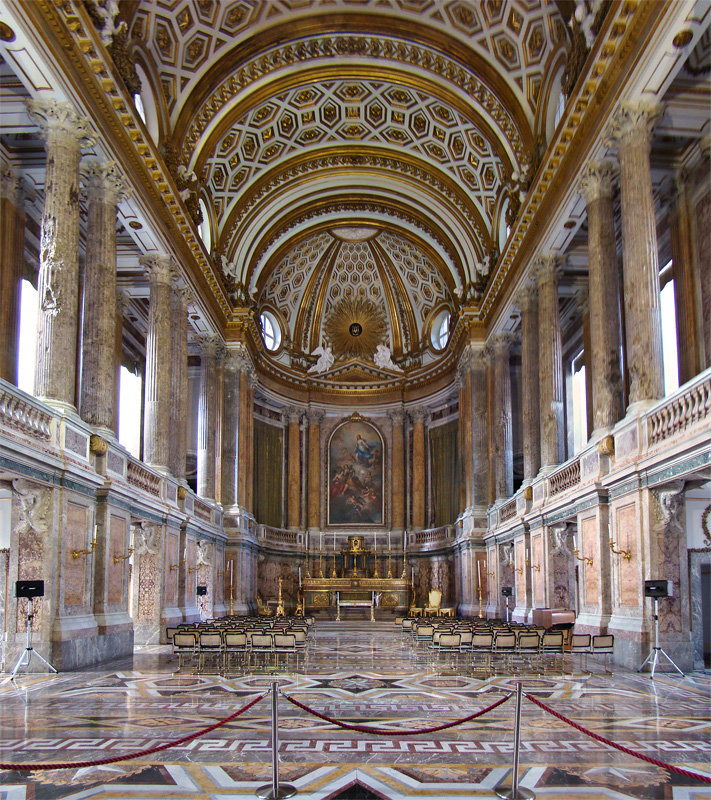
Палатинская (Дворцовая) капелла
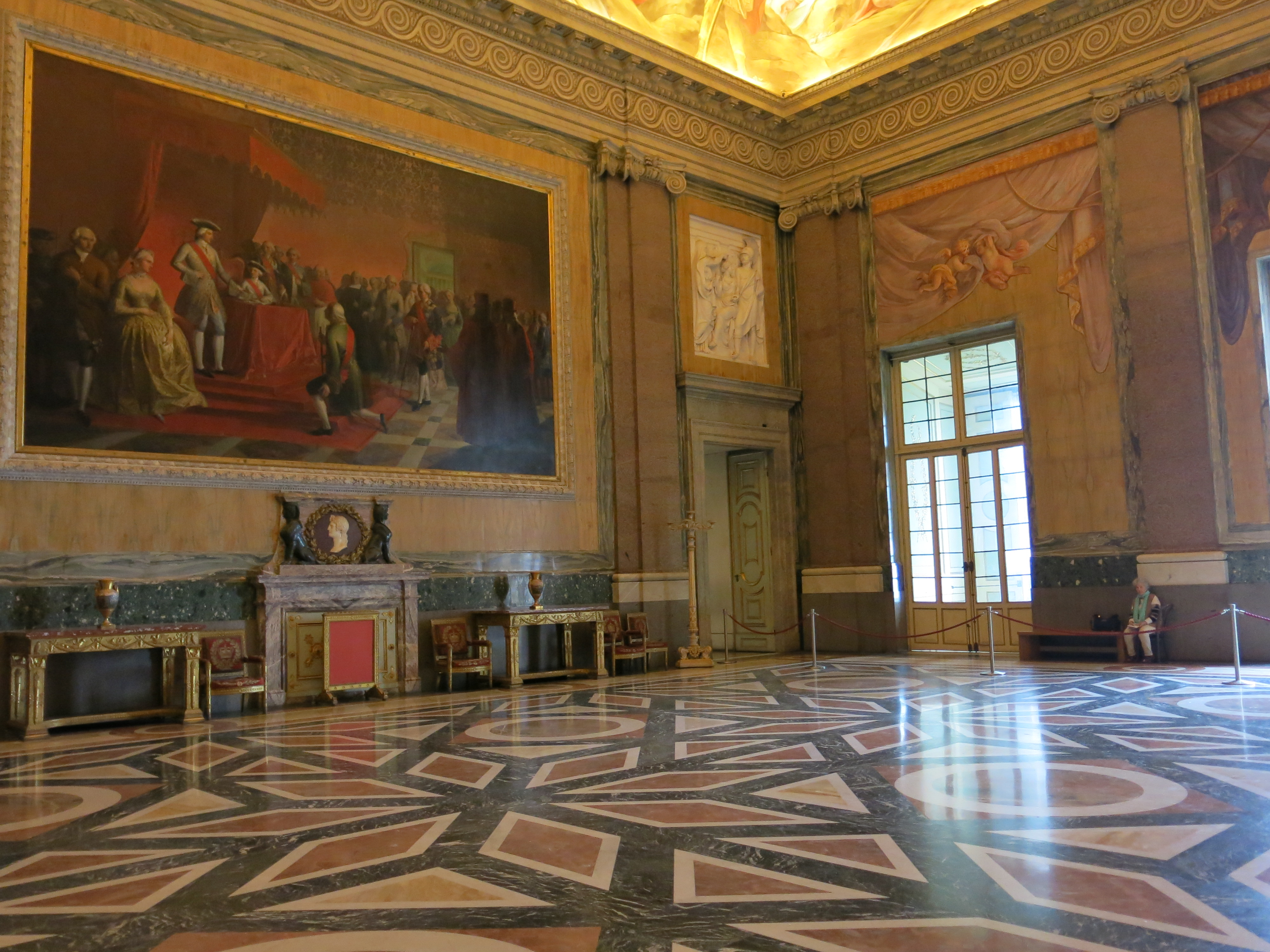
Александровский зал
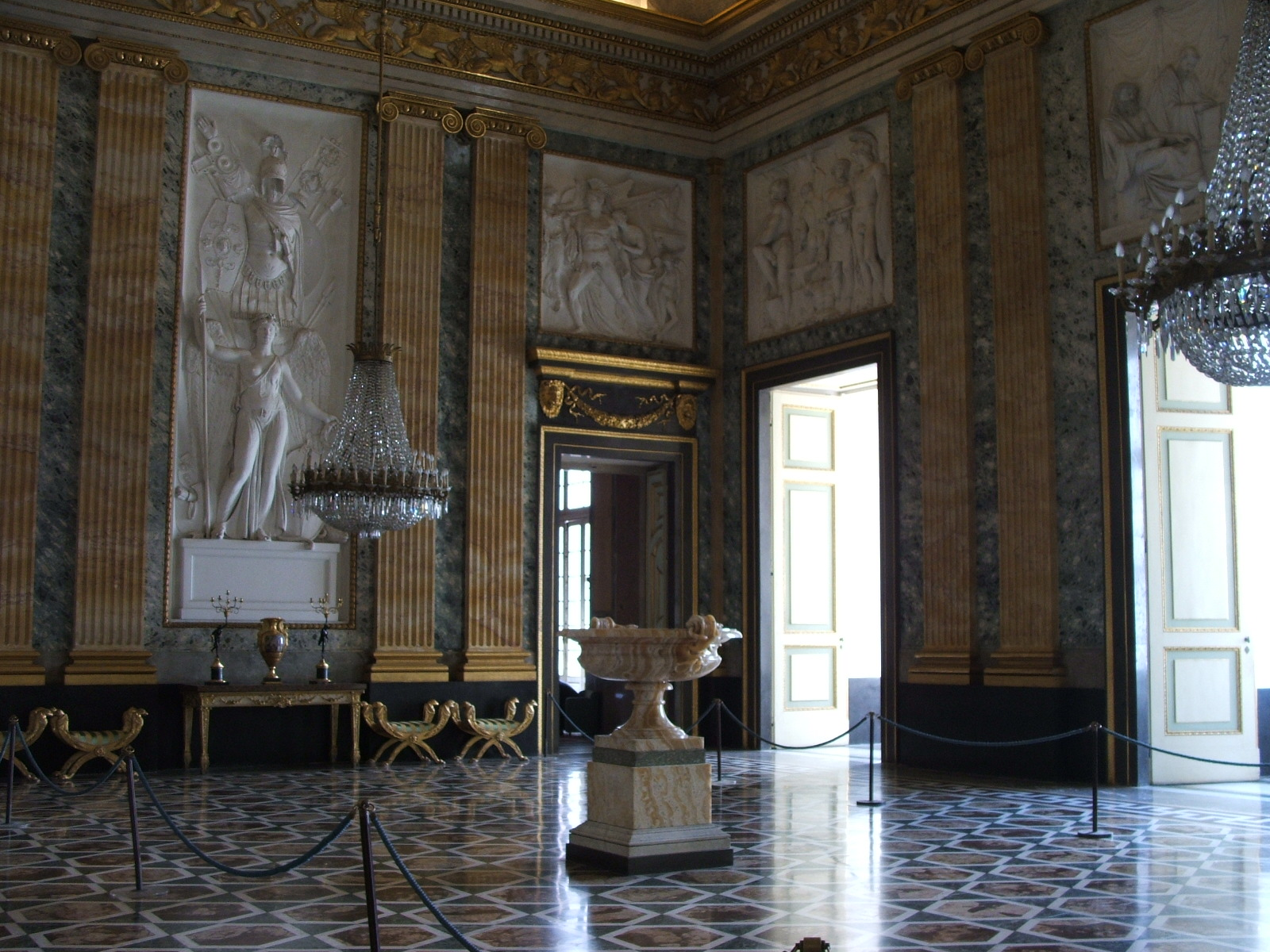
Зал Марса
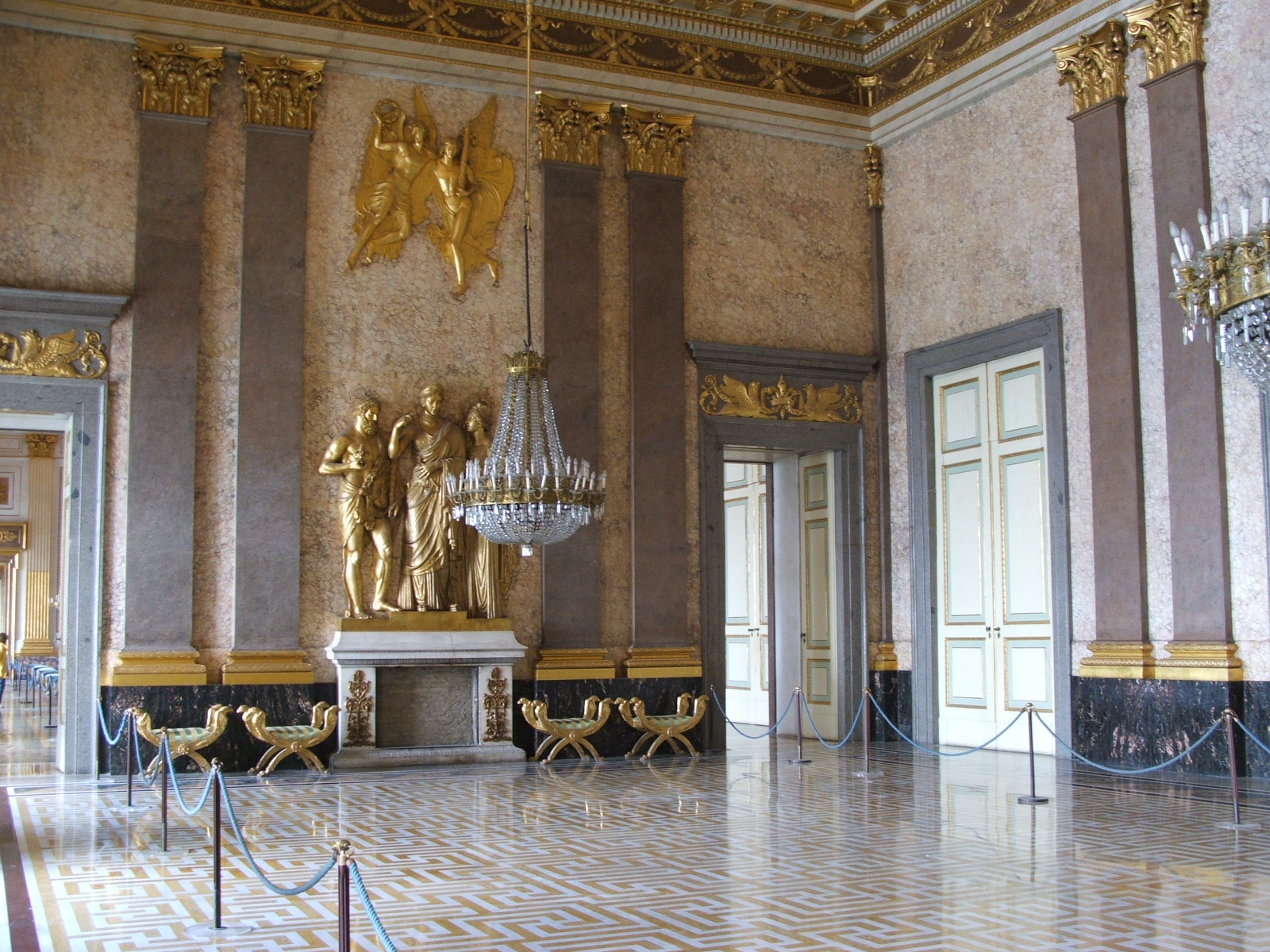
Зал Астреи
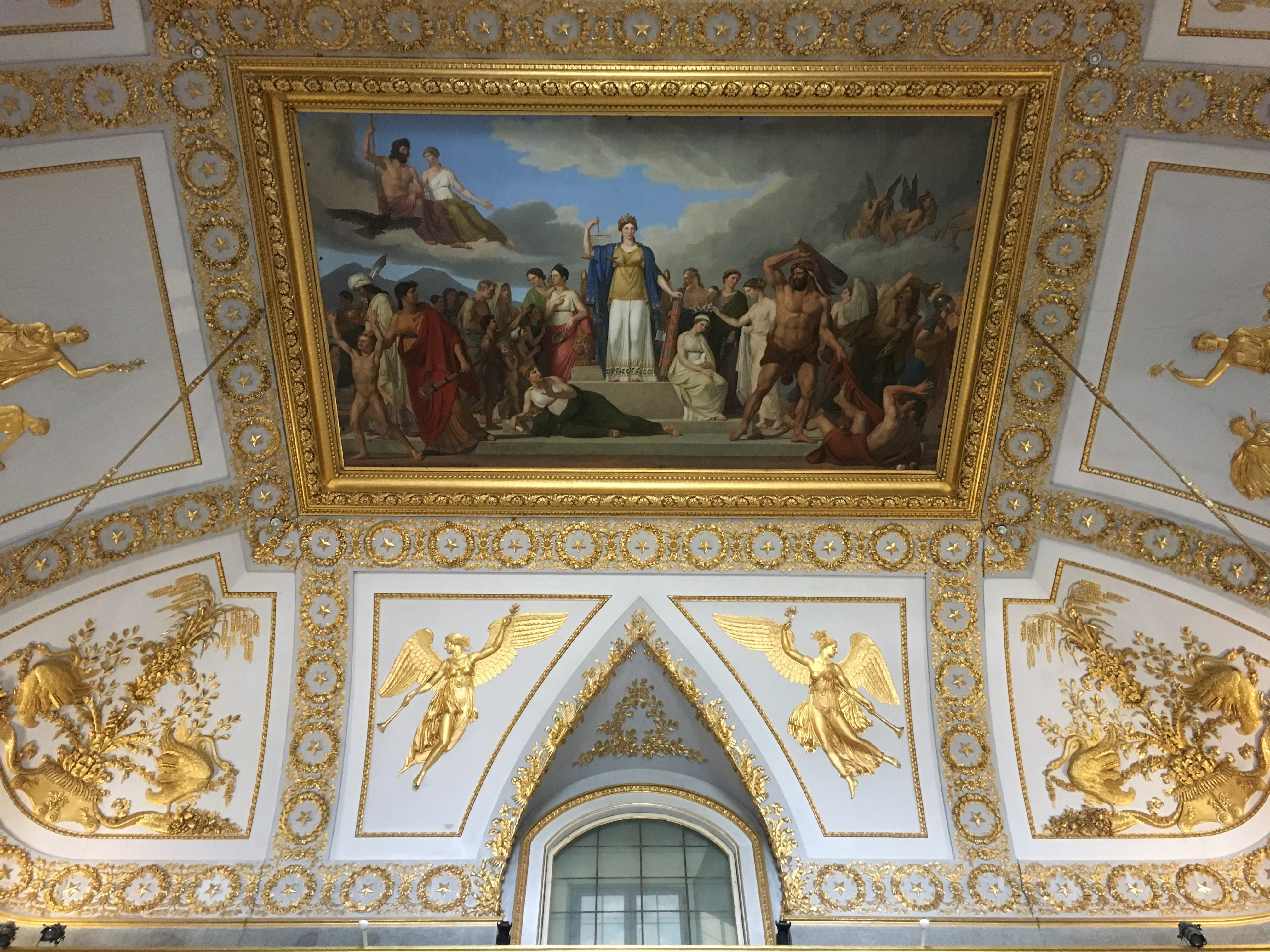
Ж. Бержер. Фреска свода «Триумф Астреи». 1815. Зал Астреи
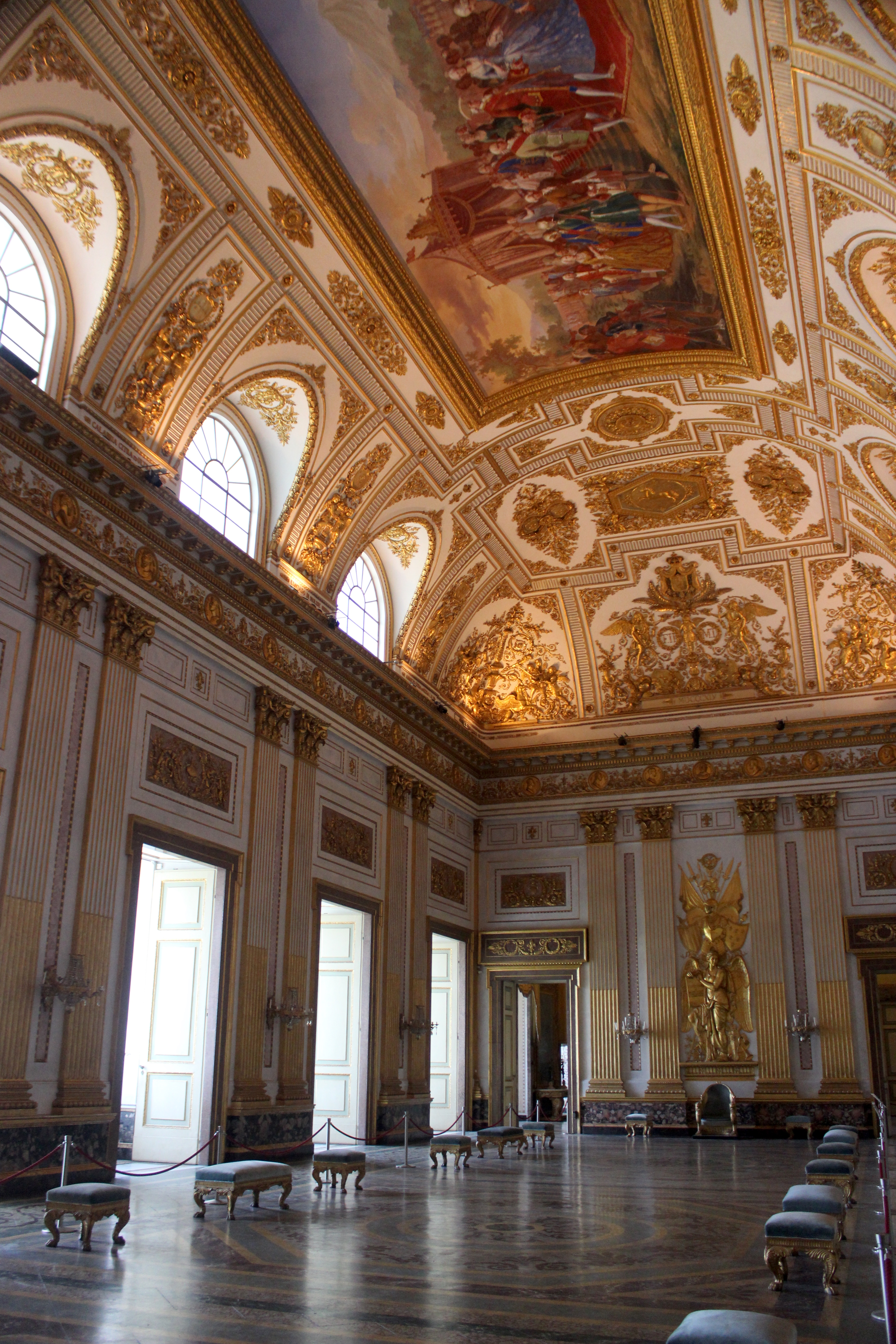
Тронный зал. Перспектива
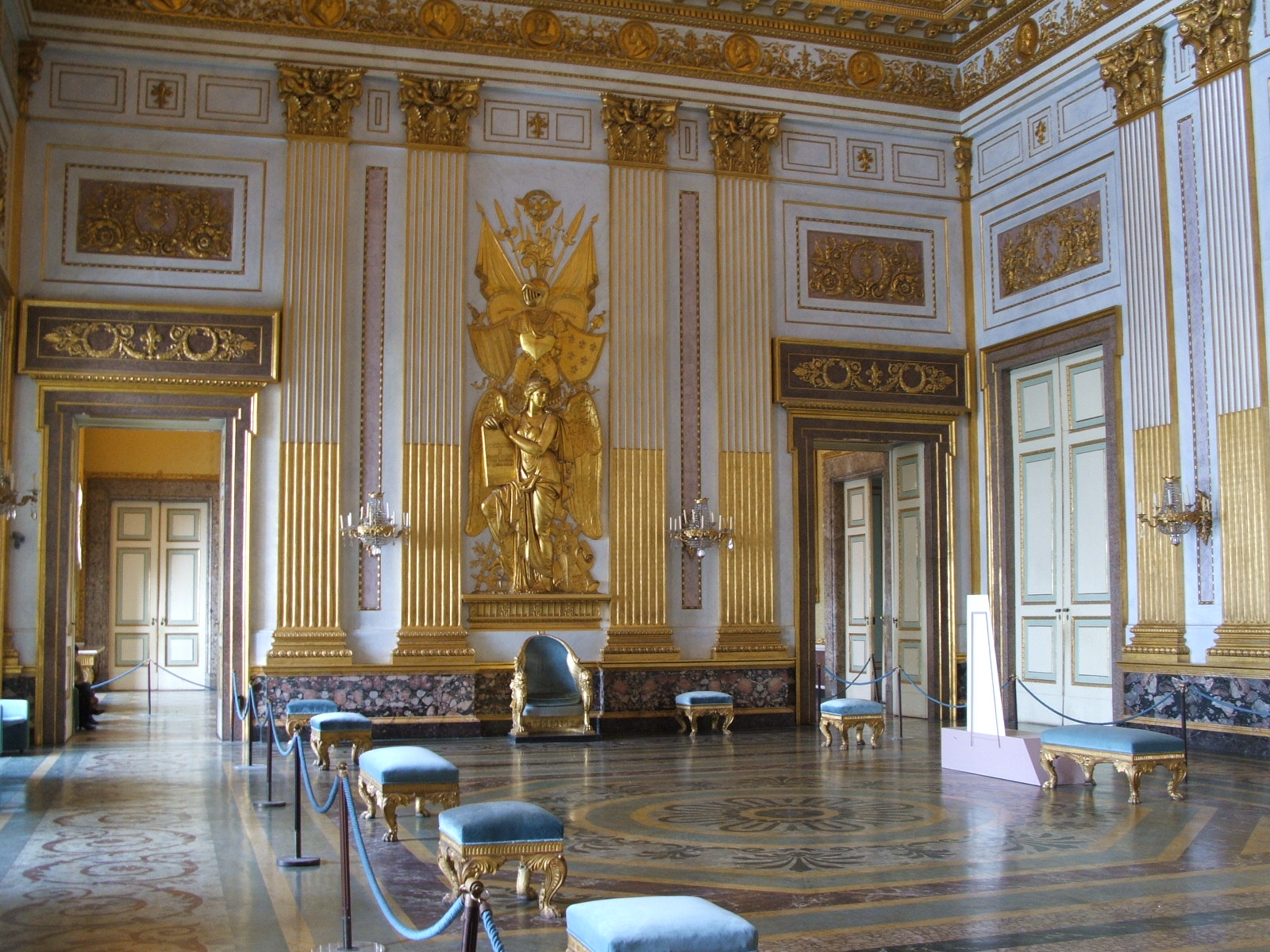
Тронный зал
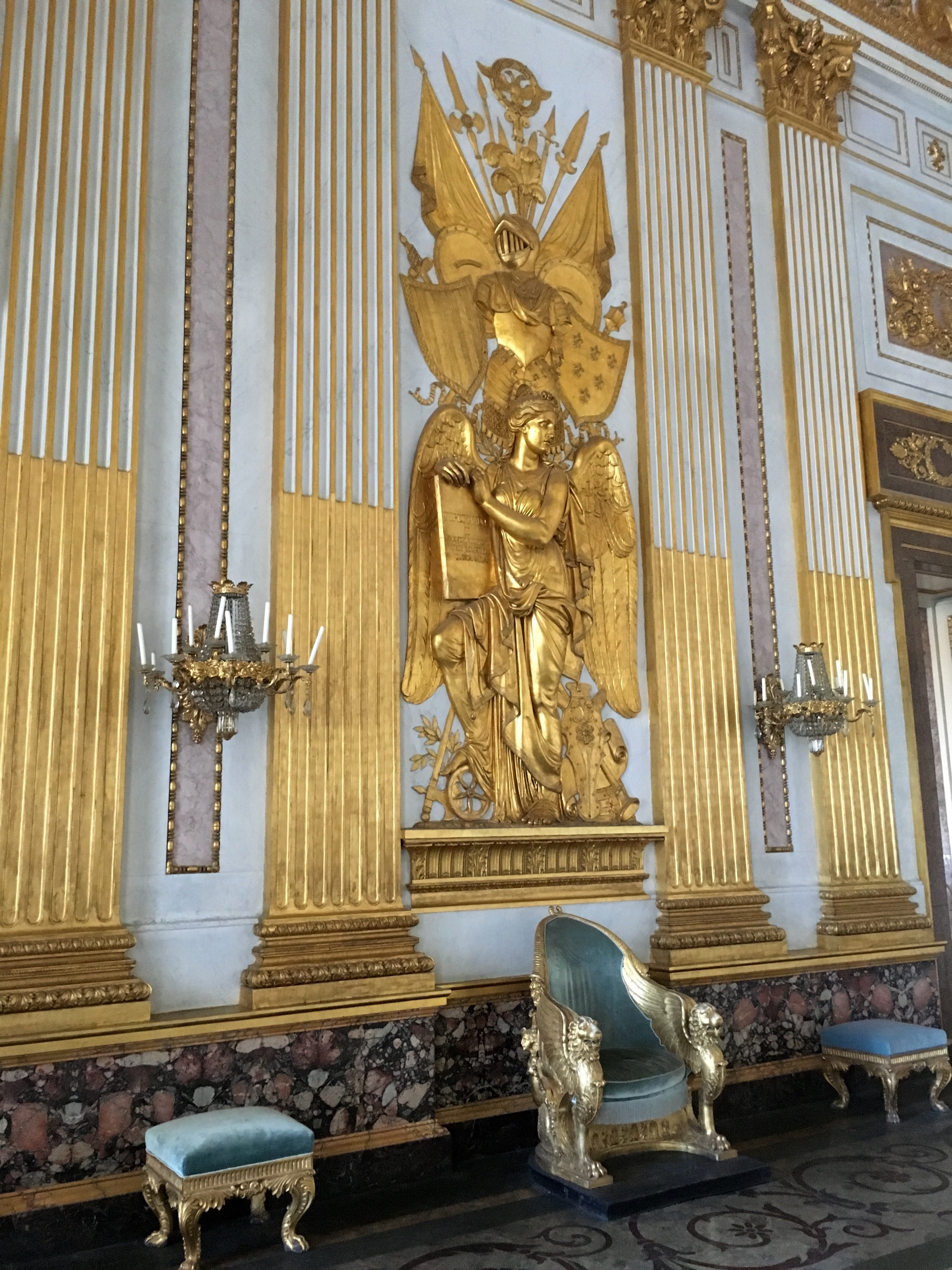
Тронный зал. Деталь оформления

## Картинная галерея
В Картинной галерее (Quadreria) представлены произведения живописи, заказанные в разные годы Неаполитанским королевством, разделённые по темам. В первом зале собраны так называемые восточные сюжеты, в том числе картины, отсылающие к рассказам из «Тысячи и одной ночи». Во втором и третьем залах — серия эпизодов из истории литературы и искусства, запечатлённых в девятнадцатом веке студентами Королевской академии изящных искусств в Неаполе посредством аллегорий: Смерть Серджанни Караччоло, Пьетро Онестини, Данте и монах Иларио перед монастырем Санта-Кроче, Луиджи Риццо, слепой Оссиан декламирует свои стихи, Джузеппе де Нигрис, Джотто и Чимабуэ, Томмазо де Виво и Камилла, тренирующаяся с луком, Никола Де Лаурентис. В четвёртой комнате выставлены натюрморты. В последующих залах: пейзажи, батальные сцены, аллегорические композиции и картины на сюжеты из истории Неаполя.
Портреты членов семьи неаполитанских Бурбонов и посвящённые им аллегорические картины выставлены отдельно, в Пинакотеке (Pinacoteса).

## Парк
Знаменитый парк Королевского дворца в Казерте простирается на 120 га, частично на холмистой местности. Как и дворец, он вдохновлен Версалем, но сочетает в себе элементы регулярной планировки, систему дальних перспектив и пейзажного парка итальянского типа, характерного несколькими высотными уровнями. Парк начинается у заднего фасада дворца, обрамляя длинную аллею с искусственными фонтанами и каскадами. В верхней части находится ботанический парк под названием «Английский сад», спроектированный в 1780-х годах Карло Ванвителли и немецким ботаником и садоводом Джоном Грефером, прошедшим обучение в Лондоне. Это один из ранних примеров «английского сада» во вкусе «Капабилити Брауна».
Среди фонтанов и каскадов, уходящих к горизонту, выделяются:
- Фонтан Дианы и Актеона (скульптуры Паоло Персико, Анджело Мария Брунелли и Томмазо Солари);
- Фонтан Венеры и Адониса (1770—1780);
- Фонтан дельфинов (1773—1780);
- Фонтан Эола;
- Фонтан Цереры.

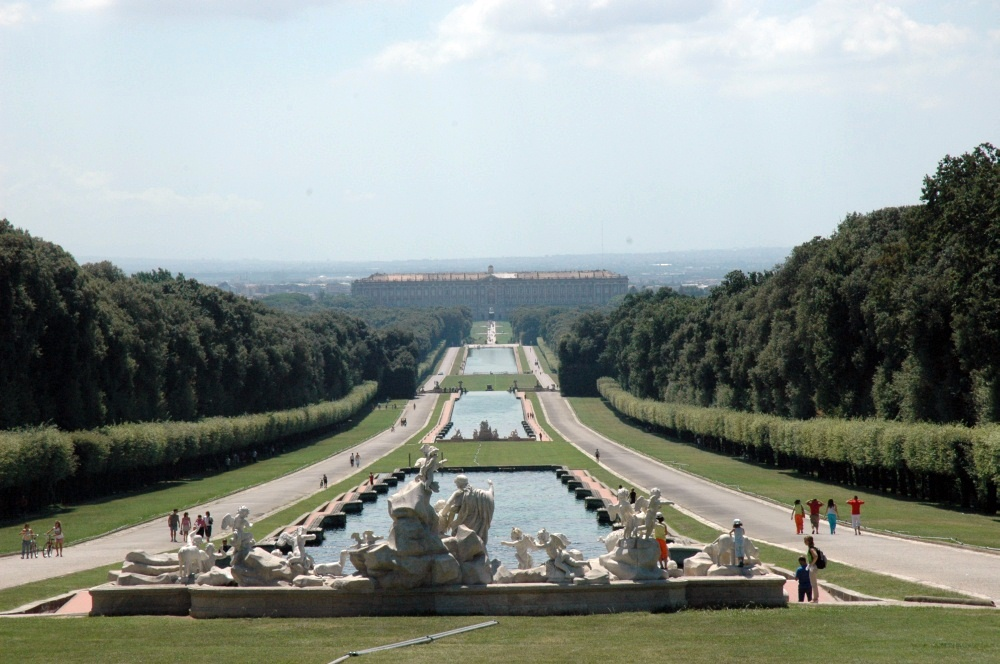
Перспектива парка
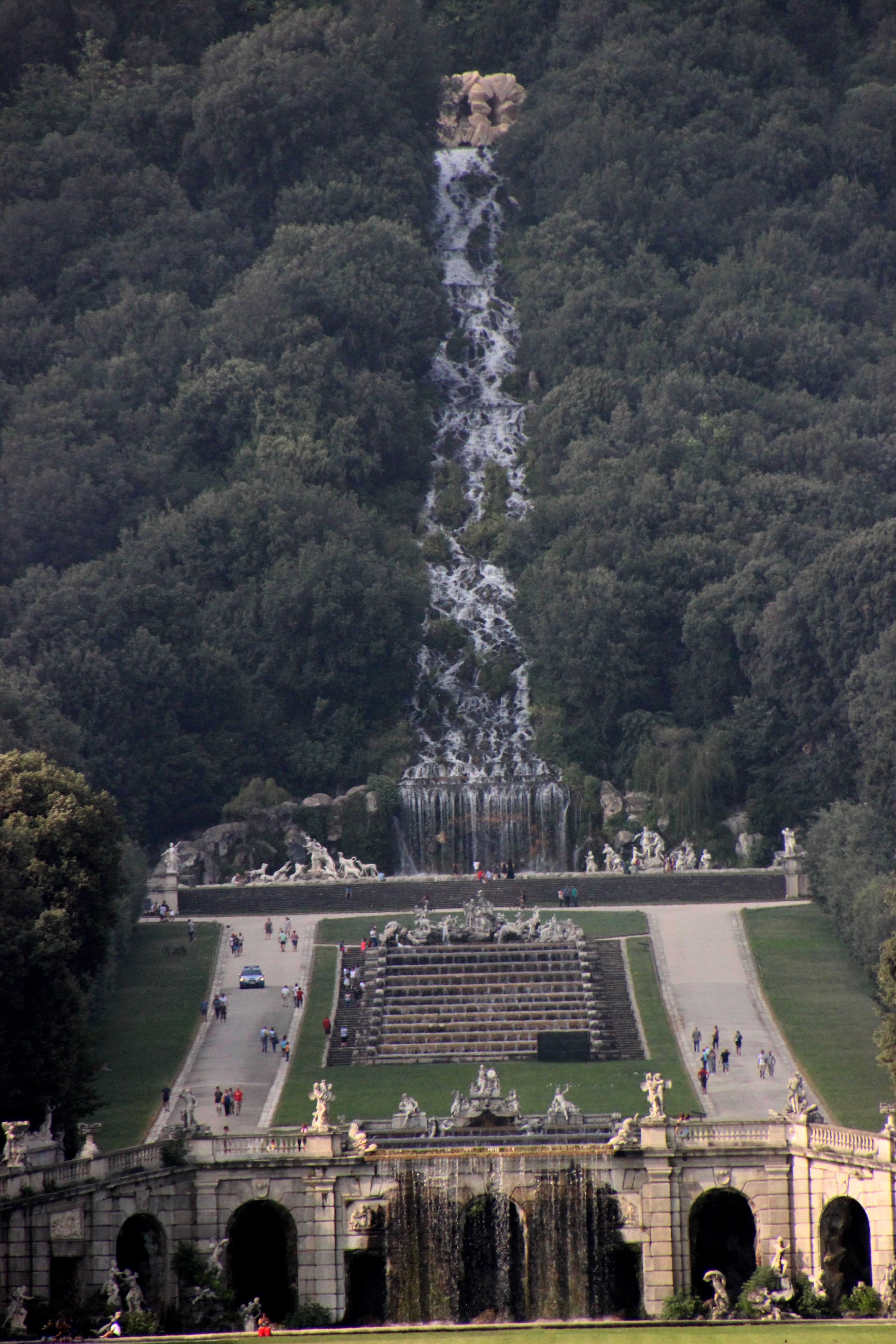
Каскад
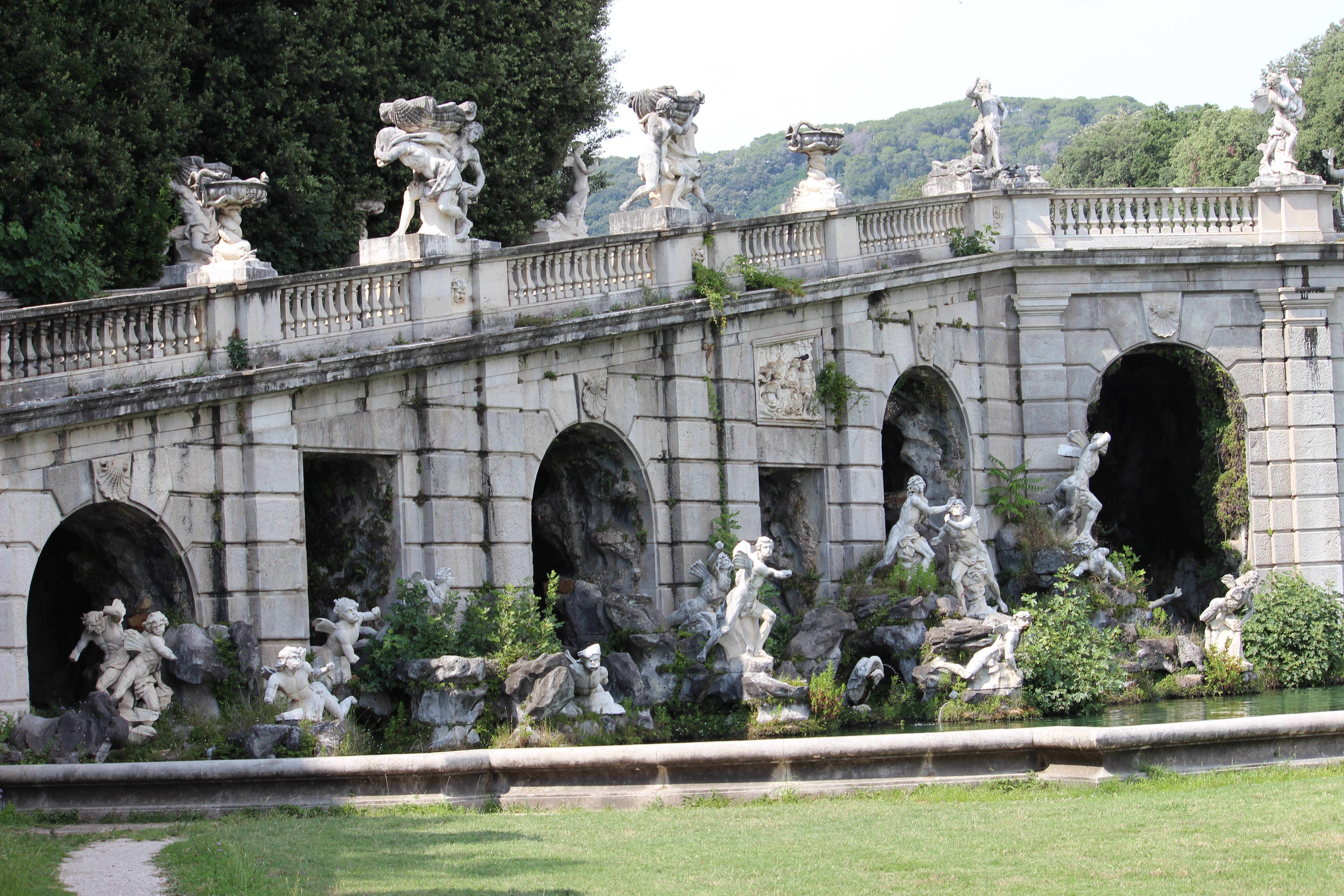
Терраса «Фонтана Эола»
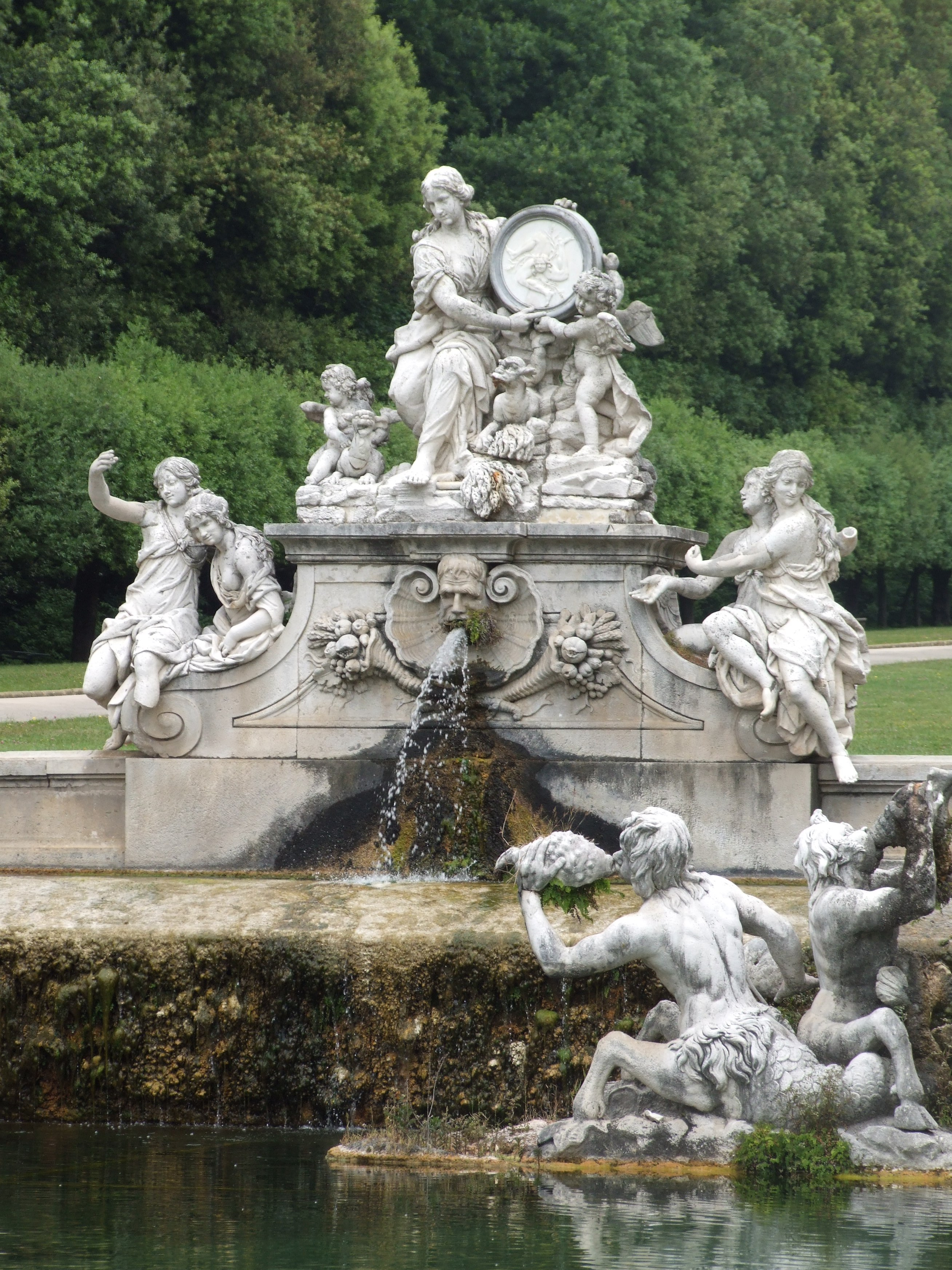
Фонтан Цереры
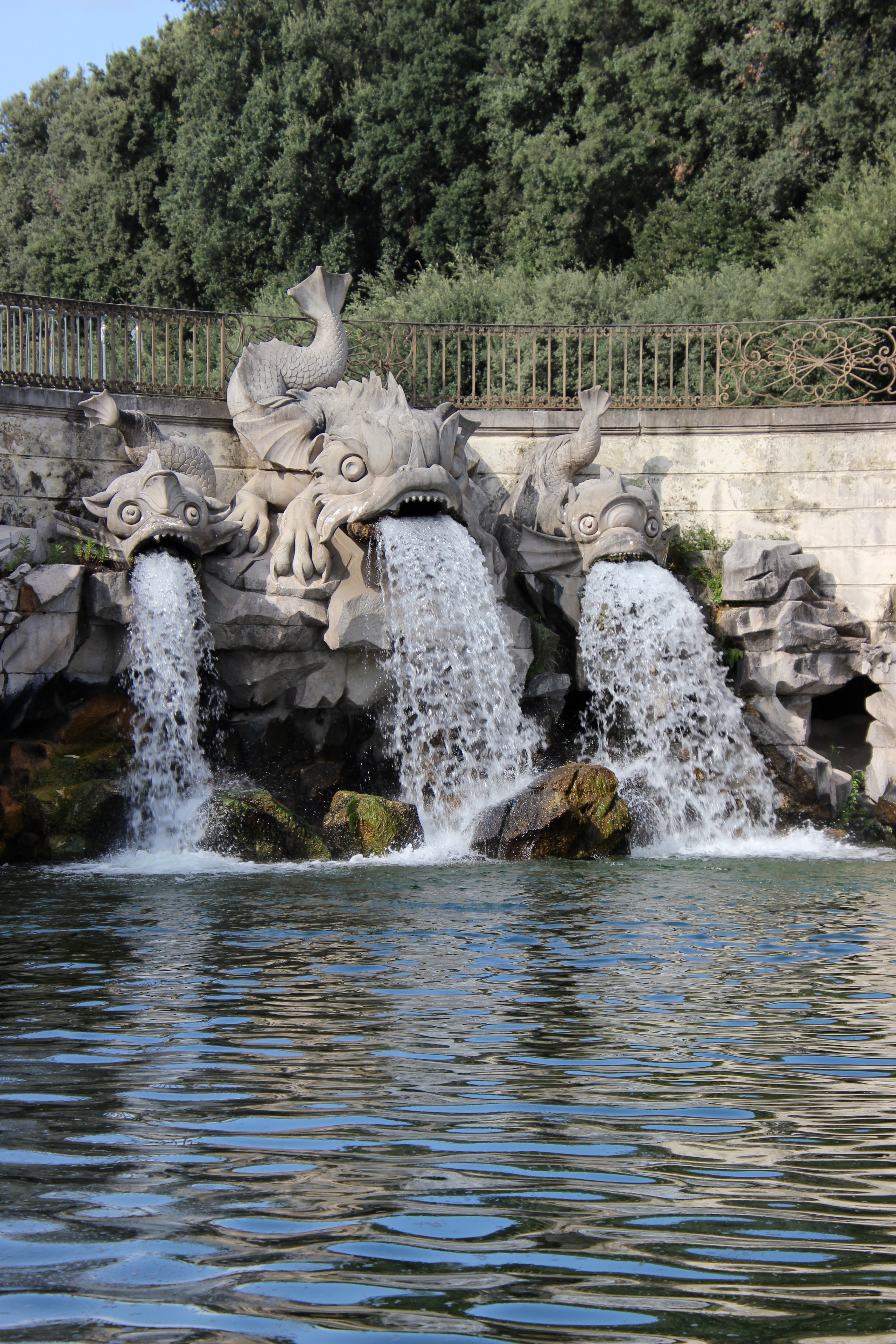
Фонтан дельфинов
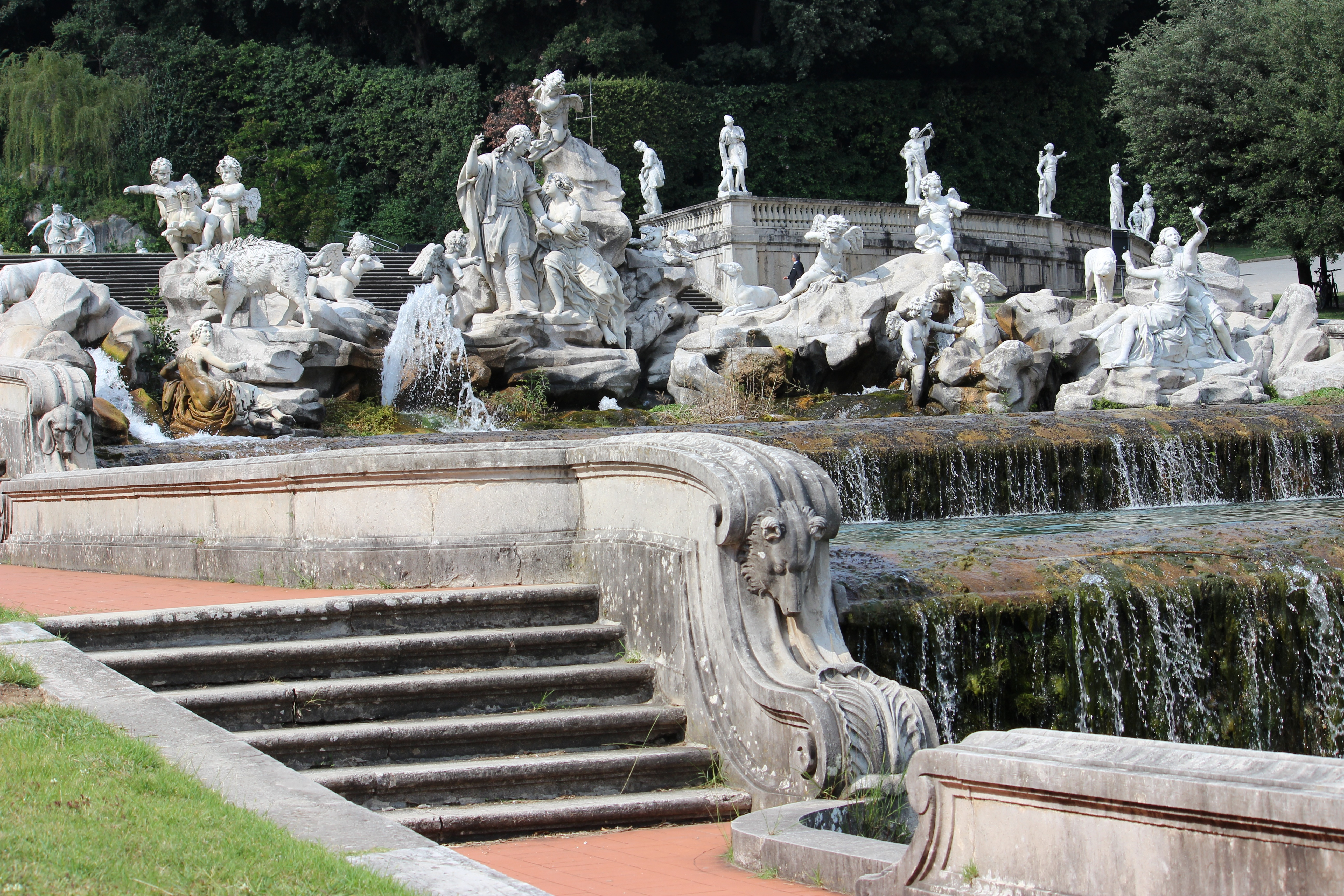
Фонтан Венеры и Адониса
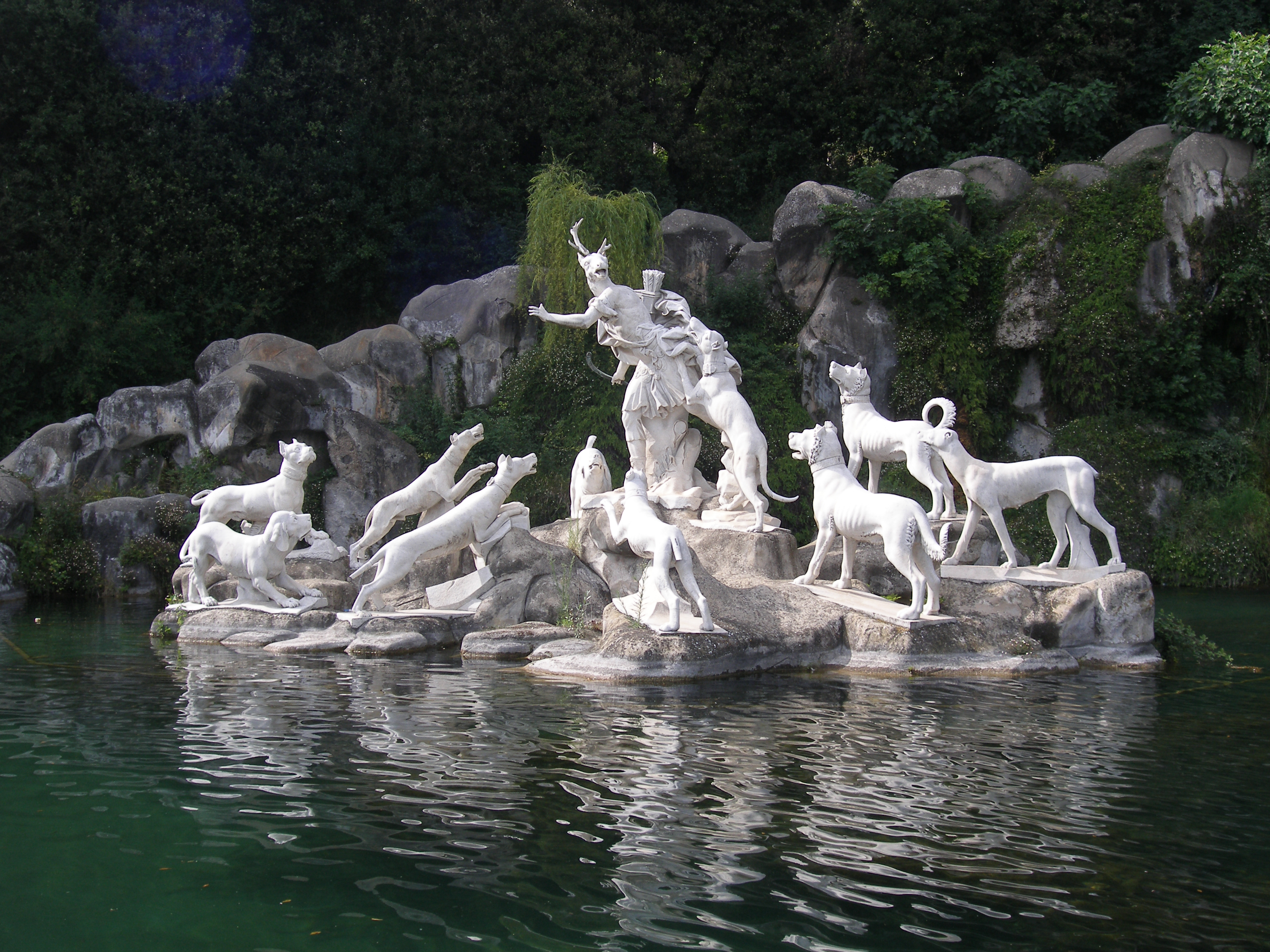
Диана и Актеон
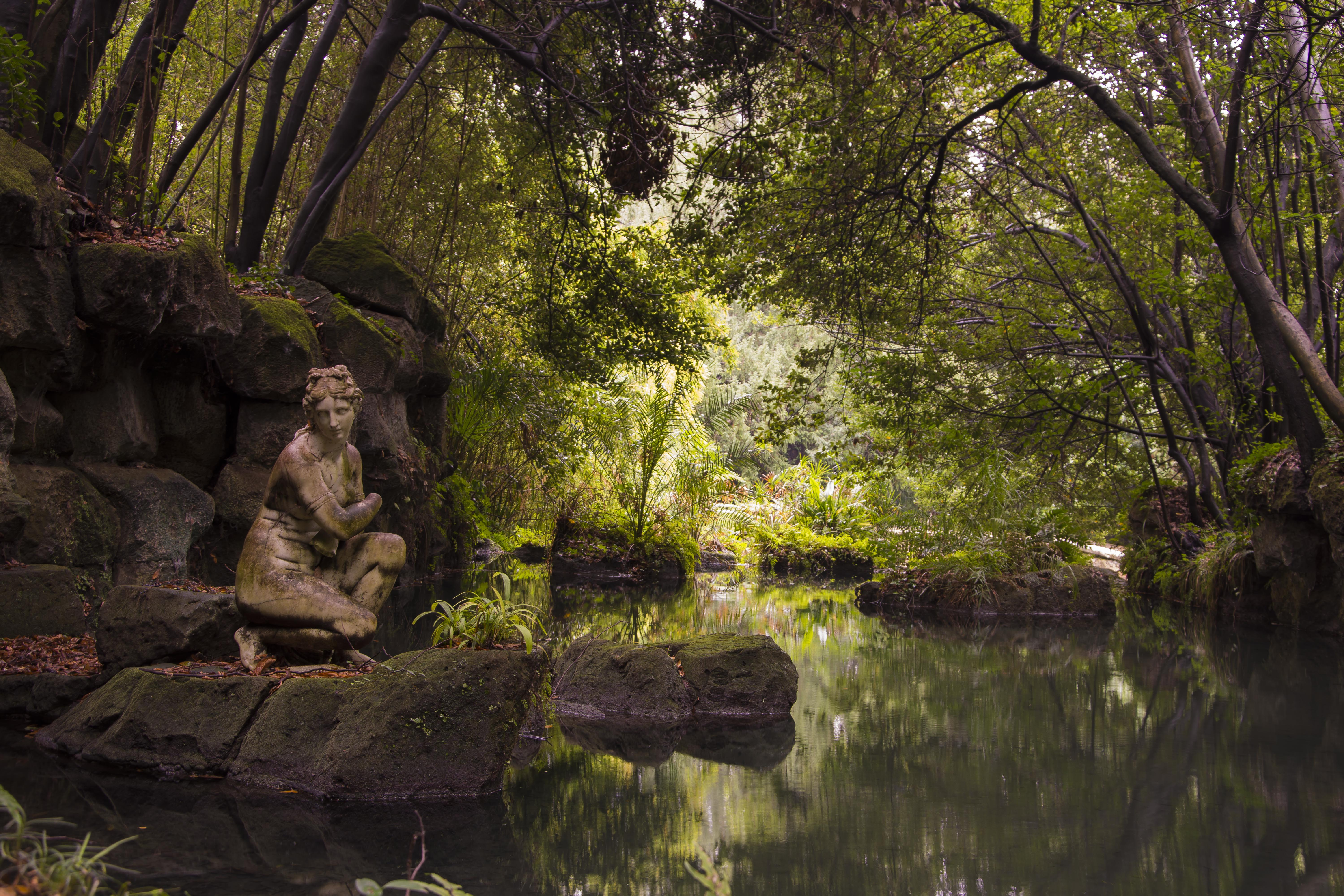
Купальня Венеры
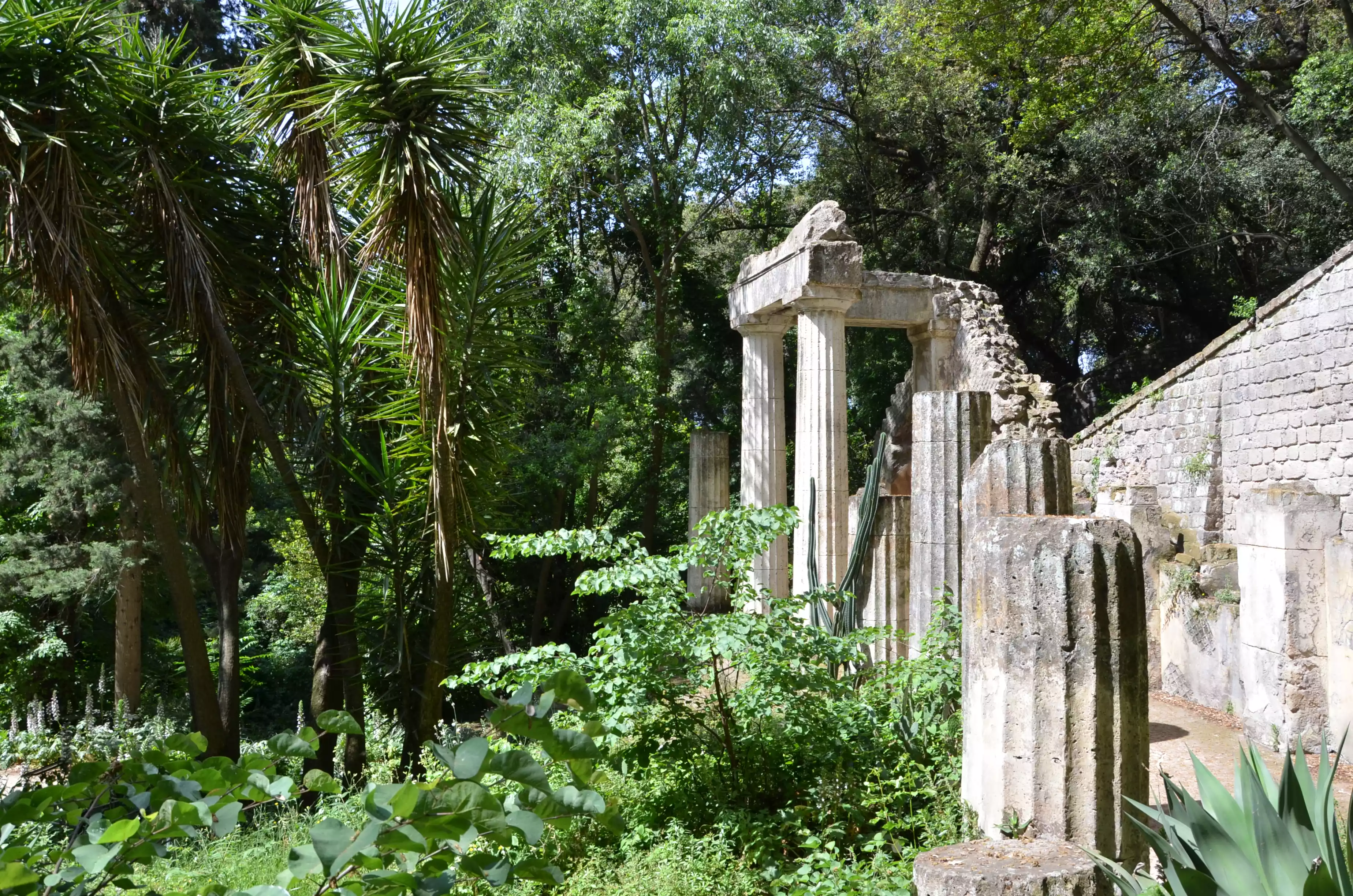
«Руина» английского парка